# Ottonische Kunst

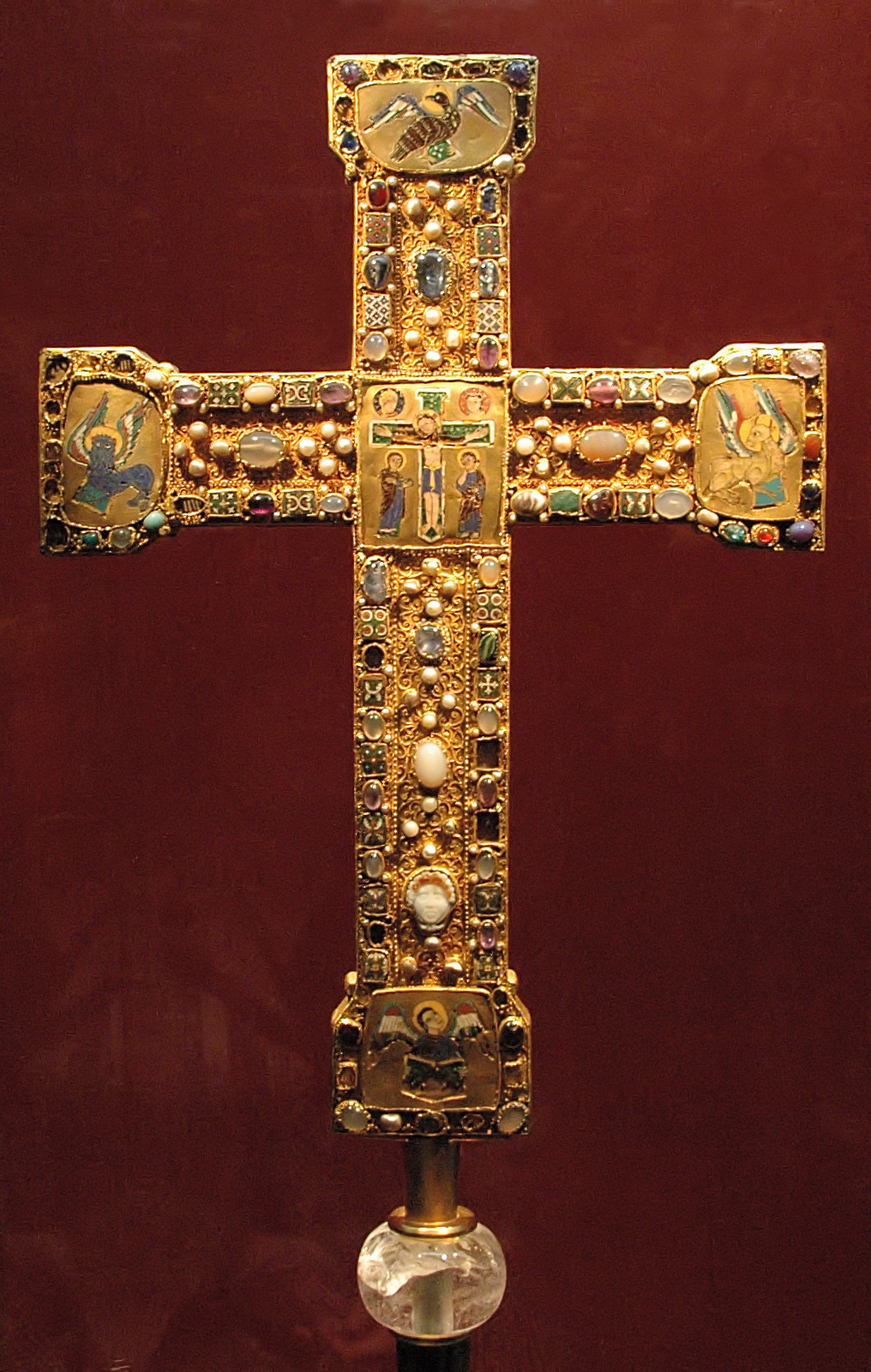
Das Essener Kreuz mit großen Emaillen und Edelsteinen und mit großen senkschmelzenden Emaillen (um 1000).

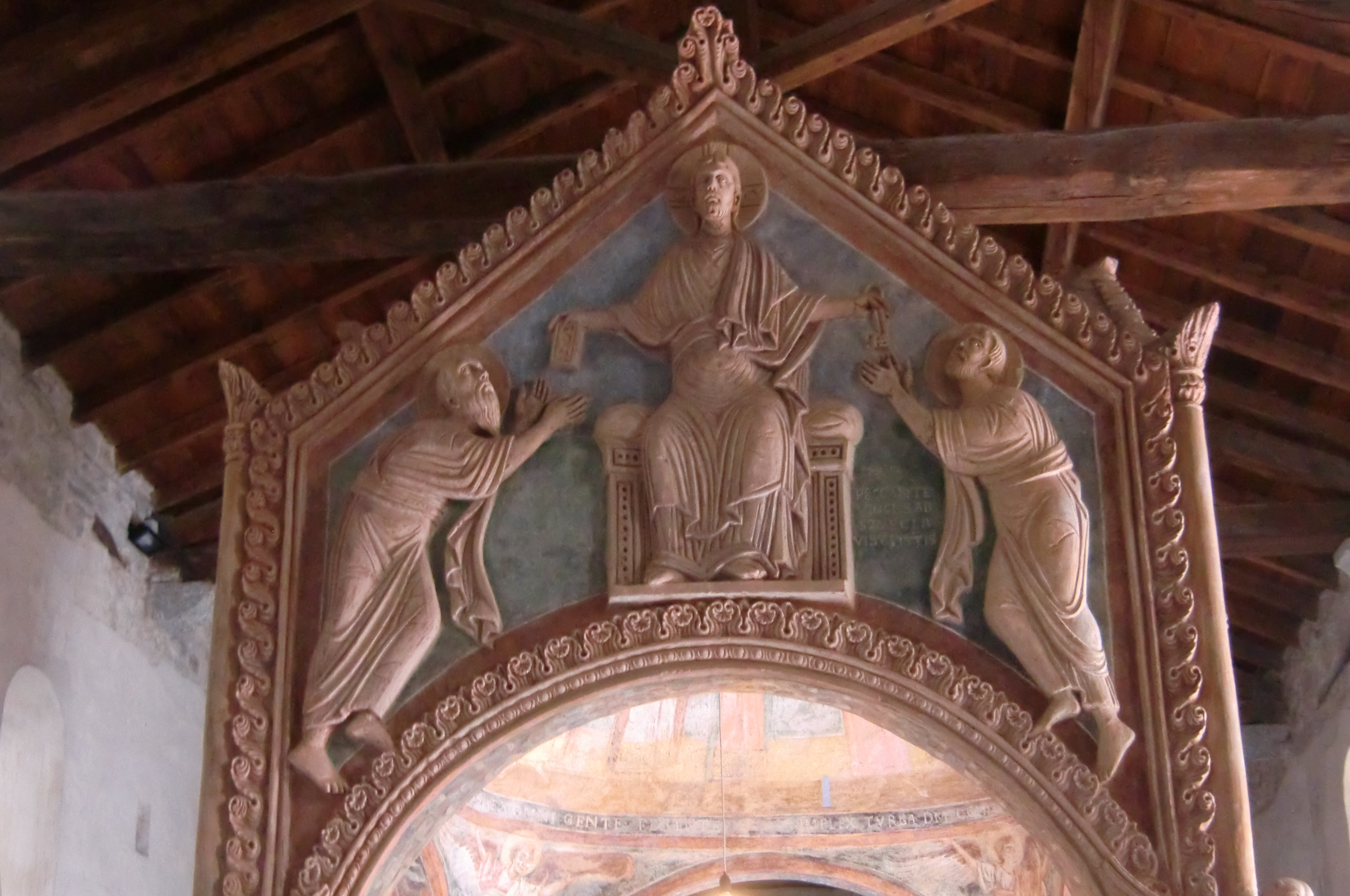
Stuckrelief auf dem Ziborium in Civate.

Die Ottonische Kunst ist ein Stil in der vorromanischen Kunst, der Werke aus Deutschland, den Niederlanden (niederländisch de Lage Landen, französisch les Pays-Bas) (heute u. a. Belgien, Niederlande und Luxemburg), sowie Norditalien und Ostfrankreich umfasst. Benannt wurde sie von dem Kunsthistoriker Hubert Janitschek nach der Dynastie der Ottonen, die zwischen 919 und 1024 unter den Königen Heinrich I., Otto I., Otto II., Otto III. und Heinrich II. über das Heilige Römisches Reich und Norditalien herrschten. Weder begann noch endete der Stil zeitgleich mit der Herrschaft der Dynastie. Er entstand einige Jahrzehnte nach der Herrschaft der Ottonen und setzte sich über die ottonischen Kaiser hinaus bis in die frühe salische Dynastie fort, die keine eigene künstlerische „Stilbezeichnung“ besitzt. Im traditionellen Schema der Kunstgeschichte folgt die ottonische Kunst auf die karolingische Kunst und geht der romanischen Kunst voraus, wobei die Übergänge an beiden Enden der Periode eher allmählich als plötzlich sind. Wie die Karolinger und nicht wie die Romantiker war die ottonische Kunst weitgehend auf einige kleine Städte und bedeutende Klöster sowie auf die Hofkreise des Kaisers und seiner führenden Vasallen beschränkt.
Nach dem Niedergang des karolingischen Reiches belebten die Ottonen die Reichsidee neu (Renovatio imperii) was zu einer Reformbewegung der Kirche und einer Zeit großer kultureller Aktivität und künstlerischen Eifers führte. In dieser Atmosphäre entstanden Meisterwerke, in denen die Traditionen, aus denen die ottonischen Künstler ihre Inspiration bezogen, miteinander verschmolzen: spätantike, karolingische und byzantinische Vorbilder.

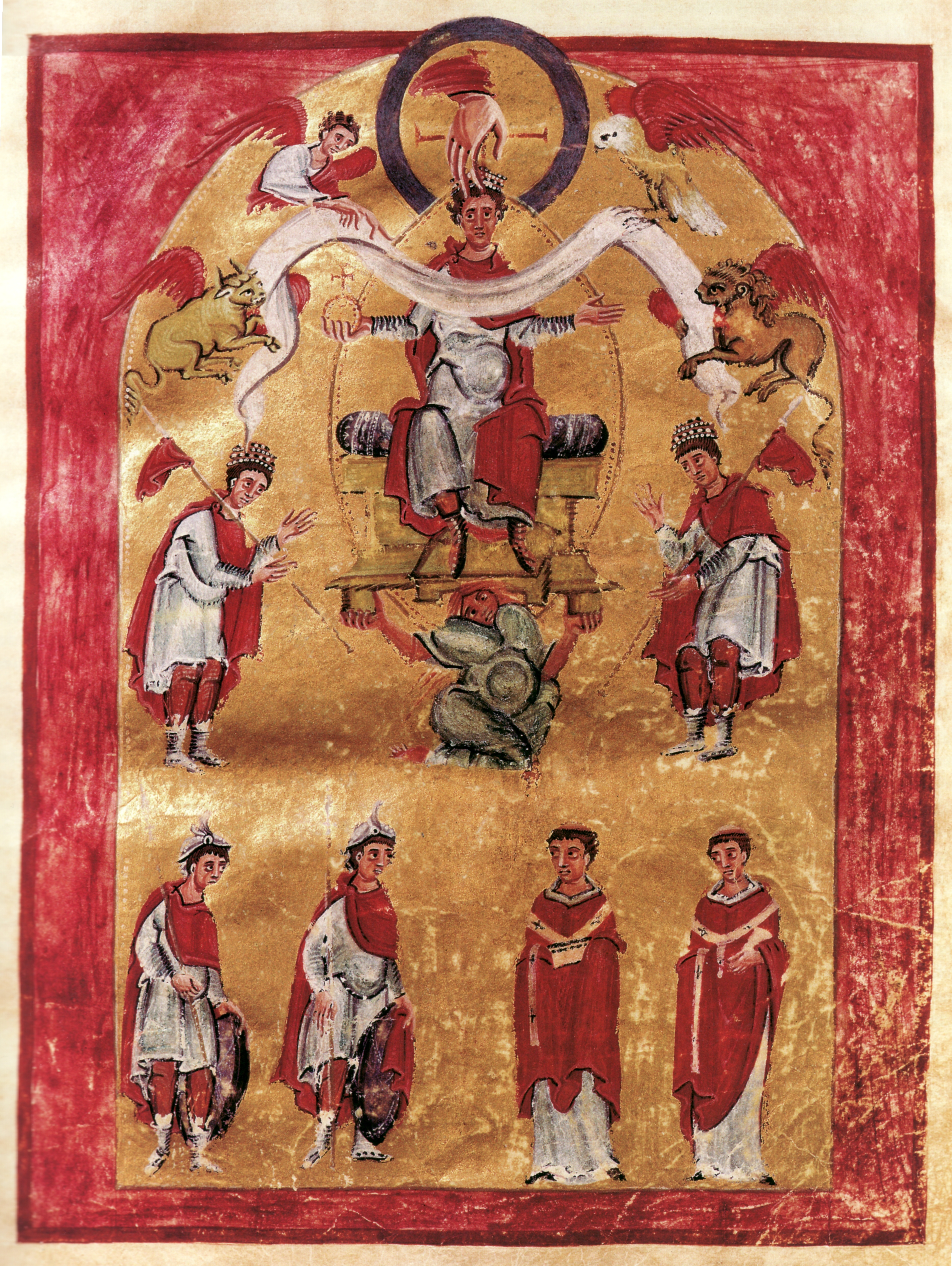
Thronbild Kaiser Ottos III. (fol. 16r) aus dem Liuthar-Evangeliar

Die erhaltene ottonische Kunst ist größtenteils religiös, in Form von illuminierten Manuskripten und Metallarbeiten. Künstlerische Leistungen, insbesondere die zahlreichen mit der kaiserlichen Macht verbundenen Aufträge, stellen die Kaiser oft in einer fast mystischen Position dar, wie die Darstellung von Ottos III im Liuthar-Evangeliar (fol. 16r) (rechtes Bild). Diese Entscheidungen spiegeln häufig auch den Wunsch nach einer sichtbaren Verbindung zu den christlichen Herrschern der Spätantike sowie zu den Karolingern, insbesondere Karl dem Großen, wider. Dieses Ziel manifestiert sich auf vielfältige Weise, durch Huldigungen aus den Provinzen sowie durch Darstellungen der Armee und der Kirche die den Kaiser begleiten. Viele der erstellten Kunstwerke waren jedoch auch für ein breiteres Publikum, insbesondere für Pilger, bestimmt.

## Kontext

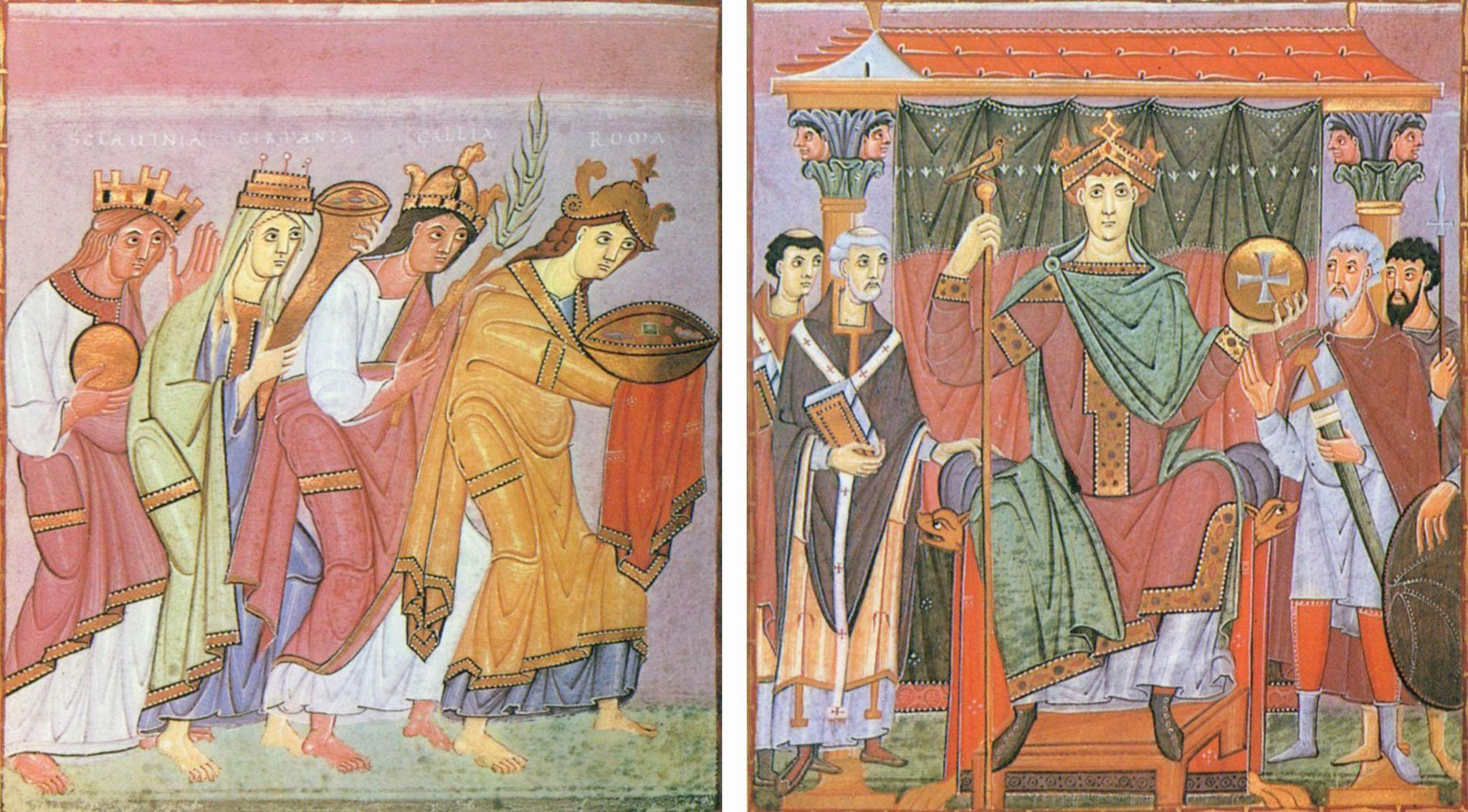
„Roma“, „Gallia“, „Germania“ und „Sclavinia“ sind eine Hommage an Otto III. aus dem Münchner Evangeliar Ottos III.

In Anlehnung an den spätkarolingischen Stil sind „Präsentationsminiaturen“ (Dedikationsbilder) der Auftraggeber von Handschriften in der ottonischen Kunst sehr präsent, und ein Großteil der ottonischen Kunst spiegelt das Bestreben der Dynastie wider, visuell eine Verbindung zu den christlichen Herrschern der Spätantike, wie Konstantin, Theoderich und Justinian, sowie zu ihren karolingischen Vorgängern, insbesondere Karl dem Großen, herzustellen. Dieses Ziel wurde auf verschiedene Weise erreicht. So finden sich in den zahlreichen ottonischen Herrscherporträts typischerweise Elemente wie Provinzpersonifikationen oder Vertreter des Militärs und der Kirche, die den Kaiser flankieren, mit einer langen kaiserlichen Ikonographiegeschichte.

Neben der Wiederverwendung von Motiven aus der älteren kaiserlichen Kunst war auch die Entnahme von Spolien aus spätantiken Bauten in Rom und Ravenna und deren Einbau in ottonische Gebäude ein Mittel, um kaiserliche Kontinuität zu suggerieren. Dies war eindeutig die Absicht Ottos I., als er Säulen, zum Teil aus Porphyr, und andere Baumaterialien aus dem Theoderichpalast in Ravenna entfernte und sie in seinem neuen Dom in Magdeburg wiederverwendete. Was die Herrscherporträts nur selten versuchen, ist eine enge Anlehnung an die individuellen Züge eines Herrschers; als Otto III. starb, wurden einige handschriftliche Bilder von ihm als Porträts von Heinrich II. wiederverwendet, ohne dass man es für nötig hielt, die Züge zu verändern.

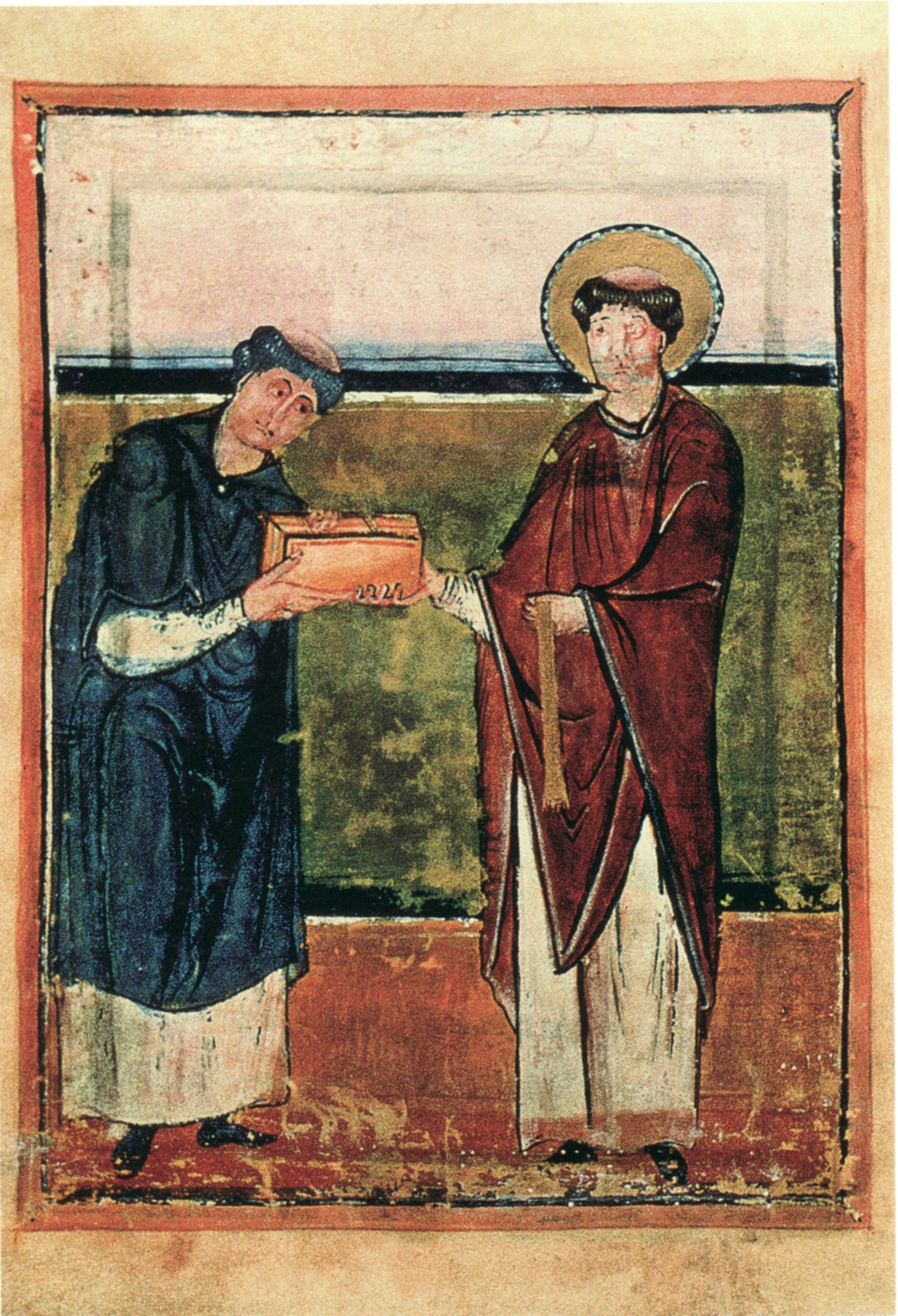
Aus dem Hornbacher Sakramentar, zweites Bild des Widmungszyklus. Abt Adalbert übergibt den Codex dem Hl. Pirmin (Schatzkammer St. Ursus in Solothurn, Cod. U 1), fol. 8v. Zweites Bild des Widmungszyklus).

In Fortführung und Intensivierung spätkarolingischer Tendenzen enthalten viele Miniaturen Dedikationsbilder (auch Widmungsbilder genannt), die die Stifter der Handschriften für eine Kirche darstellen, darunter Bischöfe, Äbte und Äbtissinnen, aber auch den Kaiser. In einigen Fällen zeigen die Miniaturen eine Art Stafette: Im Hornbacher Sakramentar überreicht der Schreiber das Buch dem Stiftenden Abt, der es dem heiligen Pirmin, dem Gründer der Abtei Hornbach, überreicht, der es dem heiligen Petrus überreicht, der es wiederum Christus überreicht. Insgesamt nehmen die Miniaturen acht Seiten ein (mit den gegenüberliegenden illuminierten Tafeln), um die Einheit und die Bedeutung der „Befehlsstruktur“ zu betonen, die Kirche und Staat auf Erden und im Himmel verbindet.
Auch die byzantinische Kunst blieb ein Einfluss, vor allem durch die Heirat der griechischen Prinzessin Theophanu mit Otto II., und importierte byzantinische Elemente, vor allem Emails und Elfenbein, finden sich häufig in ottonischen Metallarbeiten wie Bucheinbänden. Wenn es jedoch tatsächlich griechische Künstler gab, die in dieser Zeit auf deutschem Boden tätig waren, haben sie weniger Spuren hinterlassen als ihre Vorgänger in der Karolingerzeit. Die Manuskripte wurden von Mönchen mit speziellen Kenntnissen sowohl geschrieben als auch durch Buchmalereien ergänzt, von denen einige Namen erhalten sind, aber es gibt keine Belege für die Künstler, die Metall-, Email- und Elfenbeinarbeiten anfertigten, von denen man gewöhnlich annimmt, dass sie Laien waren, obwohl es im frühen Mittelalter einige klösterliche Goldschmiede und einige Laienbrüder und Laienhelfer gab, die von Klöstern beschäftigt wurden. Während der weltliche Schmuck den Goldschmieden einen stetigen Strom an Arbeit bescherte, war die Elfenbeinschnitzerei in dieser Zeit hauptsächlich für die Kirche bestimmt und dürfte sich auf die Klöster konzentriert haben, obwohl (siehe unten) die Wandmalereien in der Regel von Laien ausgeführt worden zu sein scheinen.

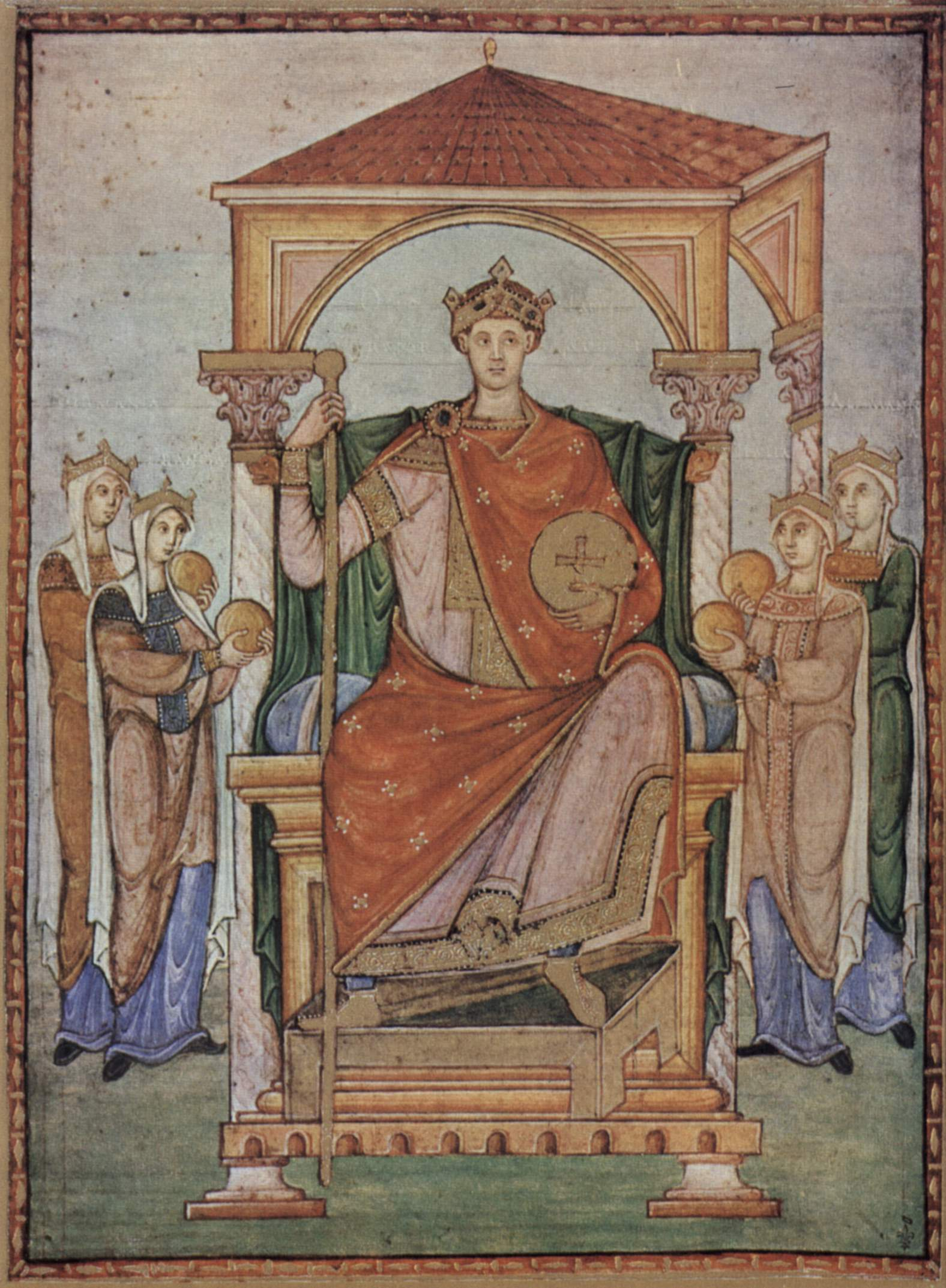
Registrum Gregorii, Szene: Porträt Kaiser Otto II., mit den Symbolen der vier Teile seines Reiches
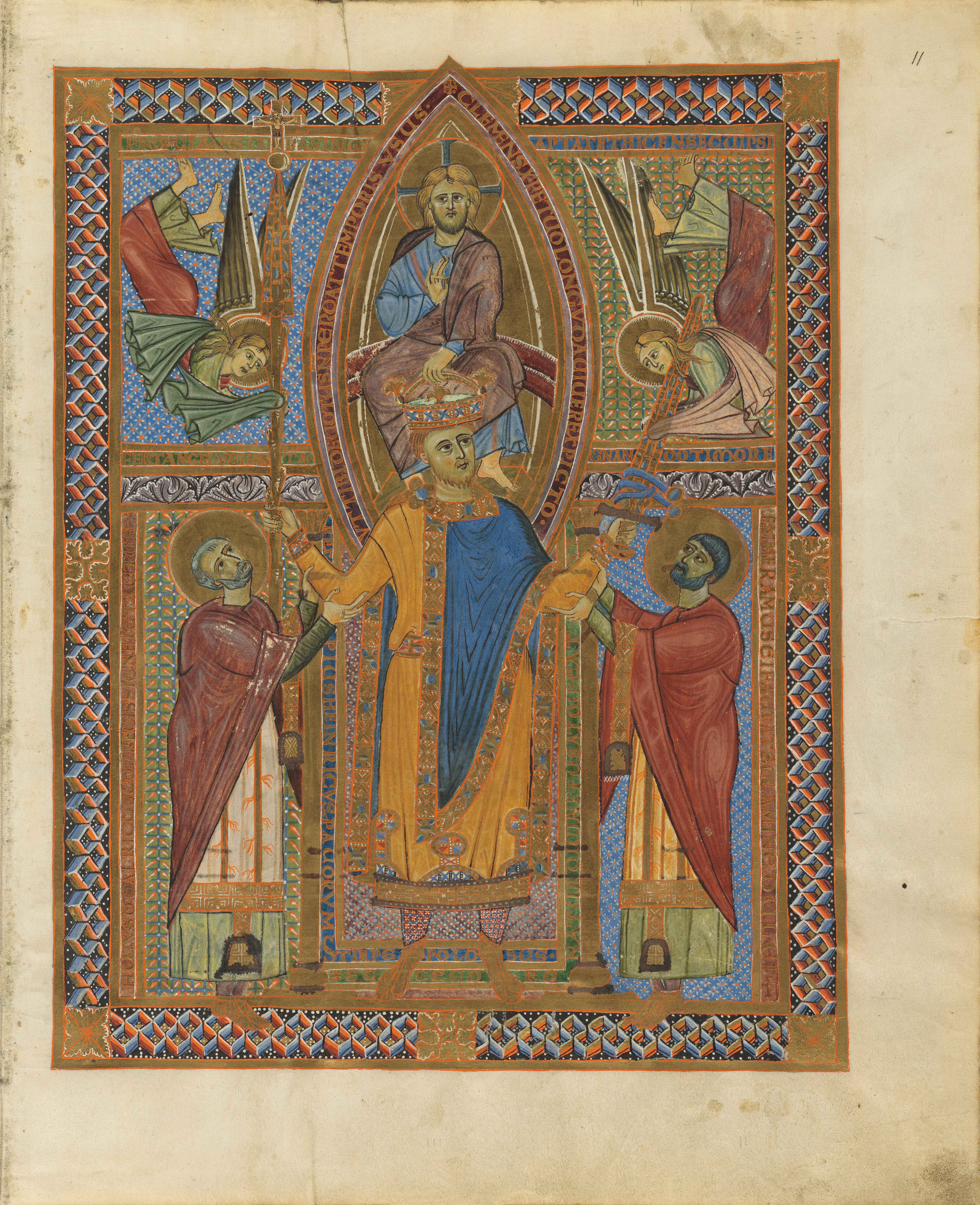
Krönung Heinrich II. aus dem Regensburger Sakramentar
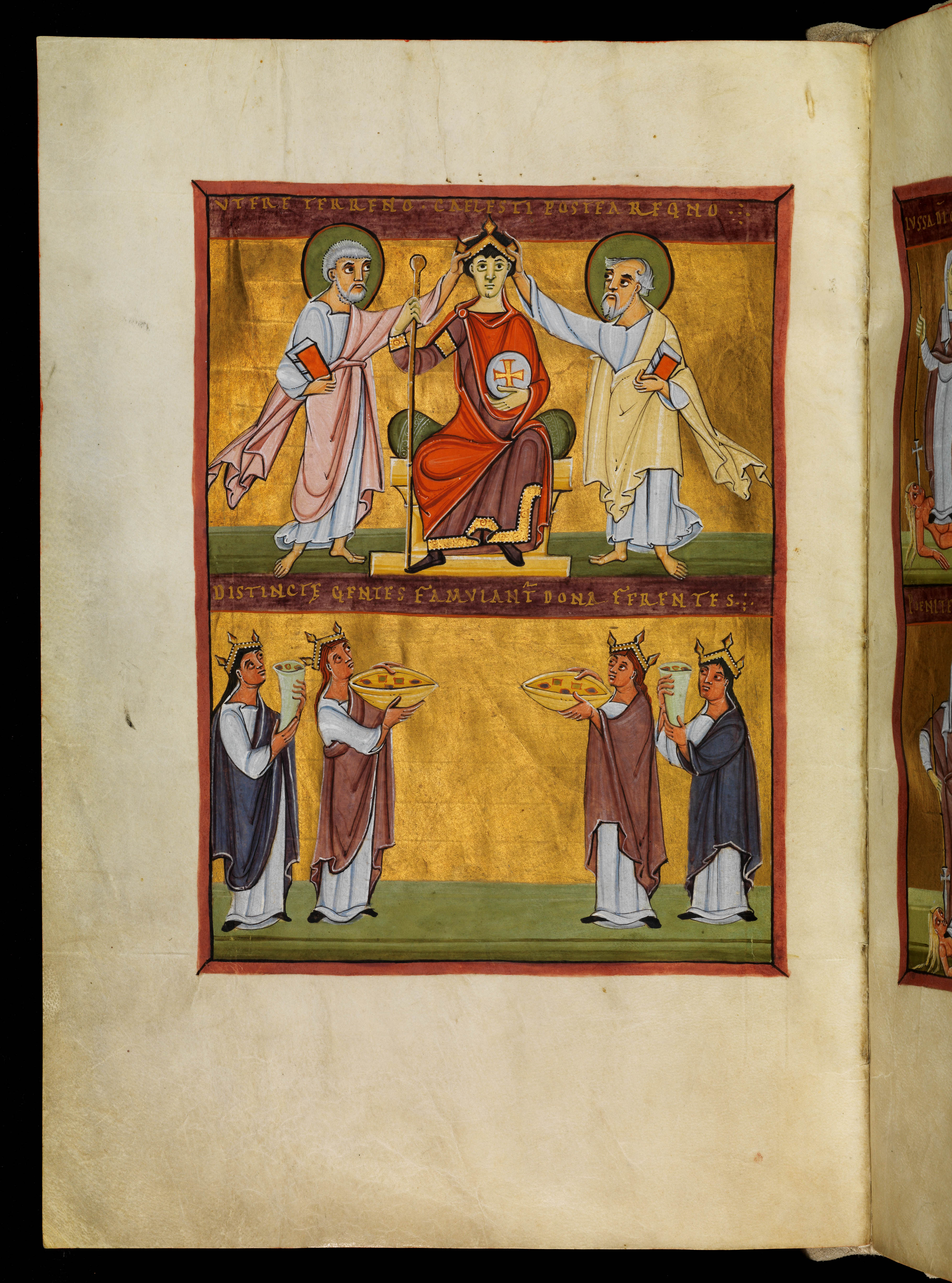
Aus der Bamberger Apokalypse das entweder Otto III. oder Heinrich II. zeigt, der von Heiligen gekrönt wird.

## Manuskripte

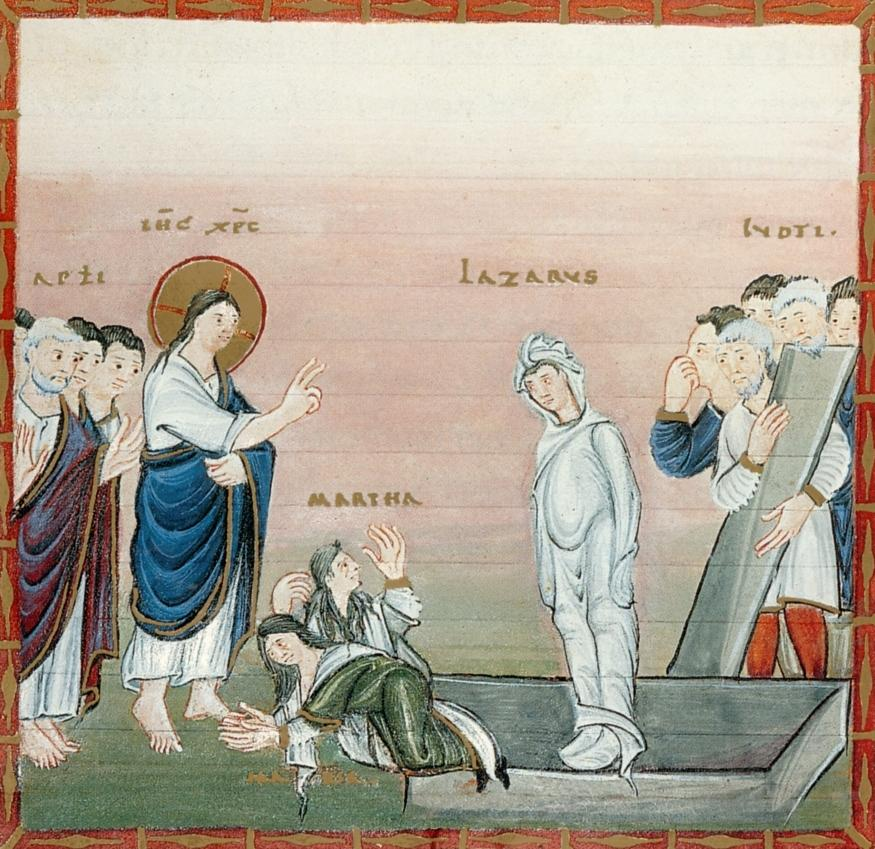
Codex Egberti, Auferstehung des Lazarus, „Ruodprecht-Gruppe“

Die ottonischen Klöster produzierten viele prächtige mittelalterliche Bilderhandschriften. Sie waren eine der wichtigsten Kunstformen jener Zeit, und die Klöster wurden von Kaisern und Bischöfen direkt gefördert und verfügten über die beste Ausrüstung und das größte Talent. Das Angebot an stark bebilderten Texten beschränkte sich (anders als in der karolingischen Renaissance) weitgehend auf die wichtigsten liturgischen Bücher, und nur sehr wenige weltliche Werke wurden auf diese Weise behandelt.
Im Gegensatz zu Handschriften anderer Epochen lässt sich sehr oft mit Sicherheit sagen, wer eine Handschrift in Auftrag gegeben oder erhalten hat, aber nicht, wo sie entstanden ist. Einige Handschriften enthalten auch relativ umfangreiche Zyklen erzählender Kunst, wie z. B. die sechzehn Seiten des Codex Aureus von Echternach, die „Streifen“ in drei Etagen mit Szenen aus dem Leben Christi und seinen Gleichnissen gewidmet sind. Stark bebilderte Handschriften (englisch Treasure bindings) erhielten reiche Schmuckeinbände, und ihre Seiten wurden wahrscheinlich nur von wenigen gesehen; wenn sie bei den großen Prozessionen der ottonischen Kirchen getragen wurden, dann wohl mit geschlossenem Buch, um den Einband zu zeigen.
Der ottonische Stil brachte keine zeitüberdauernden Handschriften vor den 960er Jahren hervor, als Bücher, die als „Eburnant-Gruppe“ bekannt sind, und möglicherweise in Lorsch angefertigt wurden, da mehrere Miniaturen im Gero-Codex (befindet sich heute in Darmstadt), dem frühesten und großartigsten der Gruppe, diejenigen des karolingischen Lorscher Evangeliars kopieren. Es handelt sich um die erste stilistische Gruppe der traditionellen Reichenauer Schule. Die beiden anderen Haupthandschriften der Gruppe sind die nach Hornbach und Petershausen benannten Sakramentare. In der oben beschriebenen Gruppe von vier Präsentationsminiaturen in der erstgenannten Handschrift „lässt sich… die Bewegung weg von der ausladenden karolingischen hin zur schärfer definierten ottonischen Formensprache geradezu nachvollziehen“.

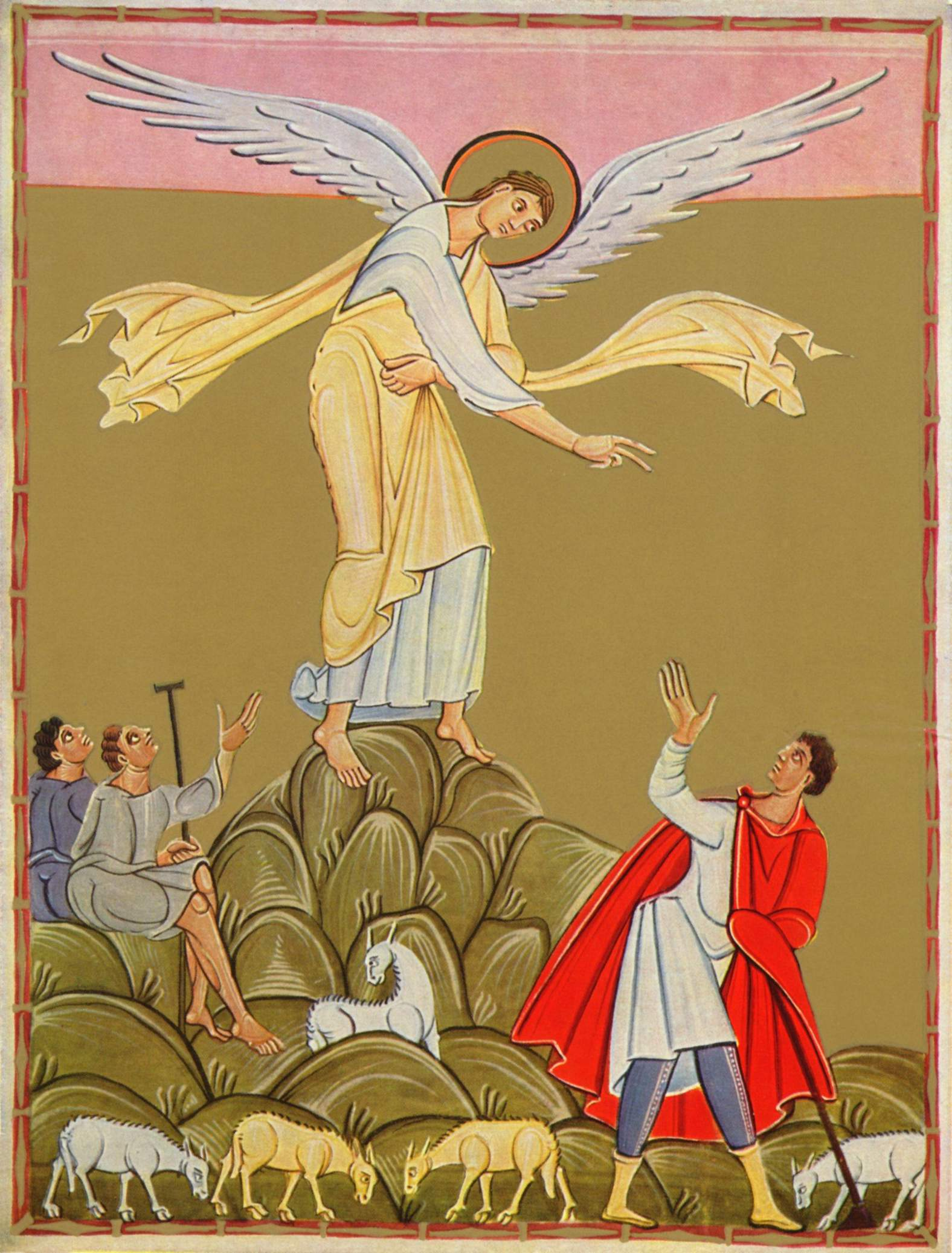
Die Verkündigung an die Hirten aus der Perikope Heinrichs II, „Liuthar-Gruppe“ der „Reichenauer Schule“

Eine Reihe bedeutender Handschriften, die ab dieser Zeit in einer charakteristischen Gruppe von Stilen hergestellt wurden, werden in der Regel dem Skriptorium des Inselklosters Reichenau im Bodensee zugeschrieben, obwohl es zugegebenermaßen keine Beweise gibt, die sie mit dem dortigen Kloster verbinden. Der britische Kunsthistoriker Charles Reginald Dodwell gehörte zu den abweichenden Stimmen, die die Werke stattdessen in Lorsch und Trier ansiedelten.
Die Reichenauer Schule spezialisierte sich unabhängig von ihrem Standort auf Evangelien und andere liturgische Bücher, von denen viele, wie das Münchener Evangeliar Ottos III. (um 1000) und die Perikopen Heinrichs II. (München, Bayerische Nationalbibl. clm. 4452, um 1001–1024), kaiserliche Auftragsarbeiten waren. Aufgrund ihrer außergewöhnlichen Qualität wurden die Handschriften der Reichenau 2003 in das internationale UNESCO-Weltdokumentenerbe aufgenommen. Die wichtigsten Handschriften der „Reichenauer Schule“ werden in drei verschiedene Gruppen eingeteilt, die alle nach Schreibern benannt wurden, deren Namen in ihren Büchern verzeichnet sind: Auf die zuvor behandelte „Eburnant-Gruppe“ folgte die „Ruodprecht-Gruppe“, benannt nach dem Schreiber des Egbert-Psalters; Dodwell ordnet diese Gruppe Trier zu. Das Aachener Evangeliar Ottos III., das auch als Liuthar-Evangeliar bezeichnet wird, gibt der dritten „Liuthar-Gruppe“ von Handschriften ihren Namen, die zumeist aus dem 11. Jahrhundert stammen und in einem stark kontrastierenden Stil verfasst sind, von den meisten Gelehrten jedoch nach wie vor der Reichenau, von Dodwell jedoch auch Trier zugeschrieben werden.
Der herausragende Miniaturist der „Ruodprecht-Gruppe“ war der so genannte Meister des Registrum Gregorii oder Gregormeister, dessen Werk in mancher Hinsicht auf die spätantike Manuskriptmalerei zurückgeht und dessen Miniaturen sich durch „ihr feines Gespür für Tonstufen und Harmonien, ihr feines Gespür für kompositorische Rhythmen, ihr Gespür für das Verhältnis der Figuren im Raum und vor allem ihren besonderen Hauch von Zurückhaltung und Gelassenheit“ auszeichnen. Er war in den 970er und 980er Jahren vor allem in Trier tätig und zeichnete für mehrere Miniaturen im einflussreichen Codex Egberti verantwortlich, einem Evangelienlexikon, das wahrscheinlich in den 980er Jahren für Erzbischof Egbert von Trier angefertigt wurde. Die meisten der 51 Bilder dieses Buches, das den ersten umfassenden Bilderzyklus mit Darstellungen des Lebens Christi in einer westeuropäischen Handschrift darstellt, wurden jedoch von zwei Reichenauer Mönchen angefertigt, die in einer der Miniaturen namentlich genannt und abgebildet sind.
Der Stil der „Liuthar-Gruppe“ ist sehr unterschiedlich und entfernt sich eher von den klassischen Traditionen, als dass er zu ihnen zurückkehrt; er „treibt den Transzendentalismus auf die Spitze“, mit „ausgeprägter Schematisierung der Formen und Farben“, „abgeflachter Form, konzeptuellen Draperien und ausladender Gestik“. Die Hintergründe bestehen oft aus Farbbändern, die eher symbolisch als naturalistisch sind, die Größe der Figuren spiegelt ihre Bedeutung wider, und in ihnen „liegt der Schwerpunkt nicht so sehr auf der Bewegung als vielmehr auf der Geste und dem Blick“, wobei die erzählenden Szenen „als quasi-liturgischer Akt, als Dialoge der Gottheit“. dargestellt werden. Diese gestische „Dumb-Show [wurde] bald als Bildsprache im gesamten mittelalterlichen Europa konventionalisiert“.
Die Gruppe wurde vielleicht ab den 990er Jahren bis 1015 oder später produziert, und zu den wichtigsten Manuskripten gehören die Münchner Evangelien von Otto III., die Bamberger Apokalypse und ein Band mit biblischen Kommentaren dort, sowie die Perikopen von Heinrich II., die bekanntesten und extremsten der Gruppe, in der „der Figurenstil monumentaler, feiner und erhabener geworden ist, gleichzeitig dünn in der Dichte, substanzlos, bloße farbige Silhouetten vor einer schimmernden Leere“. Die Gruppe führte den Hintergrund aus massivem Gold in die westliche Buchmalerei ein.

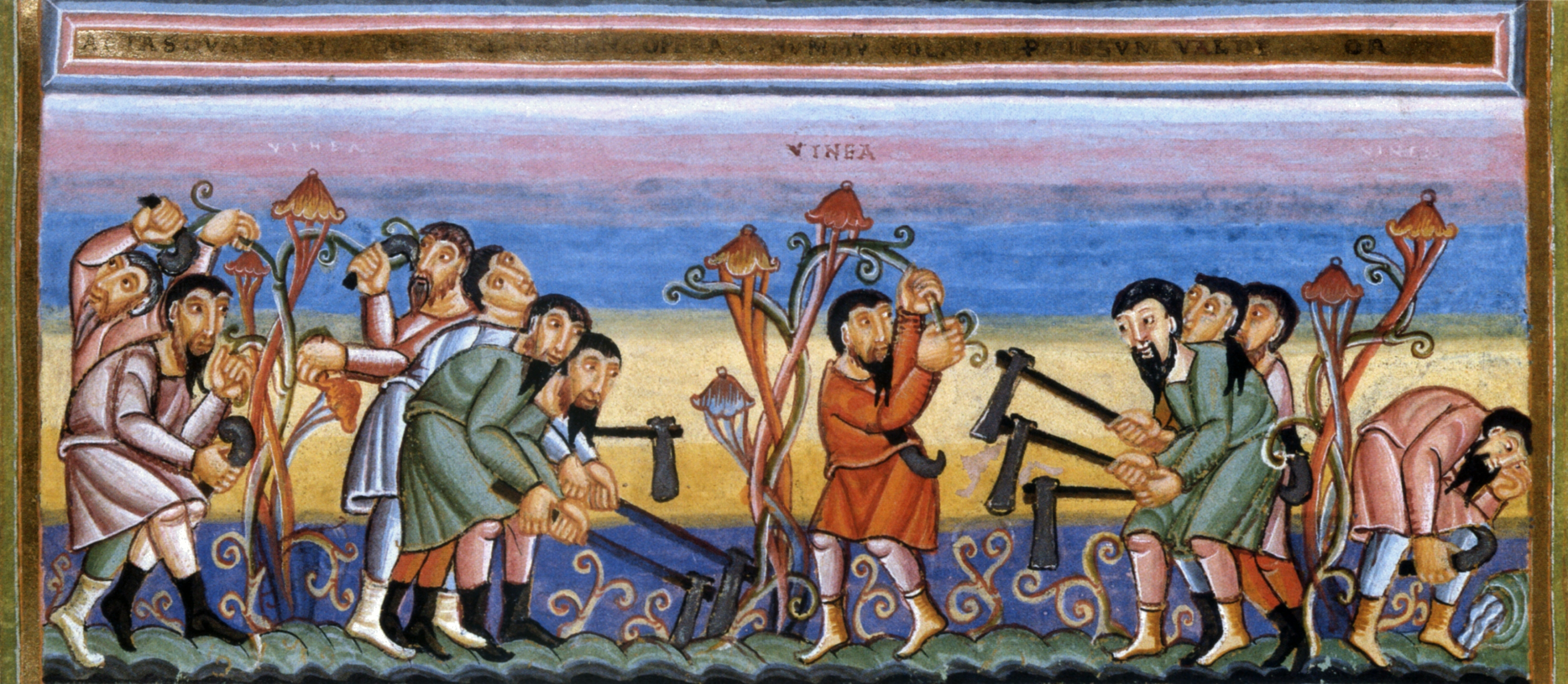
Arbeiter im Weinberg, aus dem Codex Aureus von Echternach

Zwei Widmungsminiaturen, die dem Egmonder Evangeliar (niederländisch Evangeliarium van Egmond) um 975 hinzugefügt wurden, zeigen eine weniger vollendete niederländische Version des ottonischen Stils. In der Regensburger Abtei Sankt Emmeram wurde der bedeutende karolingische Codex Aureus von St. Emmeram aufbewahrt, der wahrscheinlich einen Stil mit „einer prägnanten Linie und einer hochgradig formalen Organisation der Seite“ beeinflusste, der im Uta-Codex (auch Uta-Evangelistar genannt) von ca. 1020 komplexe Schemata ergibt, in denen „Goldbänder die fetten, quadratischen Kreise, Ellipsen und Rhomben umranden, die die Figuren einschließen“, und Inschriften in das Design integriert sind, die seine komplexe theologische Symbolik erläutern. Dieser Stil sollte die romanische Kunst in verschiedenen Medien stark beeinflussen.
Die Abtei Echternach erlangte unter Abt Humbert, der von 1028 bis 1051 amtierte, große Bedeutung, und die Seiten (im Gegensatz zum Einband) des Codex Aureus von Echternach wurden dort hergestellt, gefolgt vom Goldenen Evangeliar Heinrichs III. in den Jahren 1045/46, das Heinrich dem Dom zu Speyer (heute Escorial) schenkte, dem Hauptwerk der Schule. Heinrich gab auch das Uppsala-Evangeliar für die dortige Kathedrale in Auftrag (heute in der Universitätsbibliothek der Universität Uppsala). Weitere wichtige Klosterskriptorien, die während der Ottonenzeit blühten, waren die in Salzburg, Hildesheim, Corvey, Fulda und Köln, wo der Hitda-Codex entstand.

### Galerie von Christus, der den Sturm beruhigt
Diese Szene wurde häufig in ottonische Zyklen des Lebens Christi aufgenommen. Viele zeigen Jesus (mit gekreuztem Heiligenschein) zweimal, einmal schlafend und einmal den Sturm beruhigend.

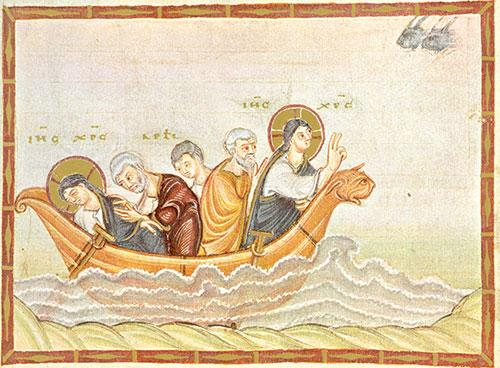
Codex Egberti, zwischen 977 und 993
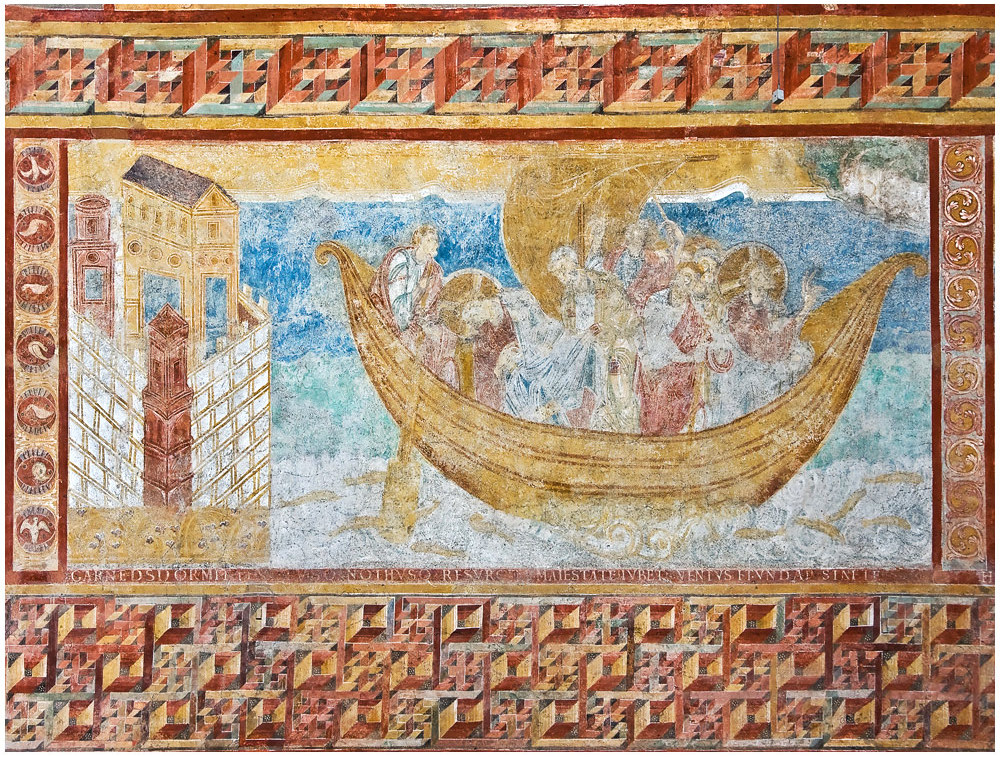
Wandmalerei in Oberzell, um 1000
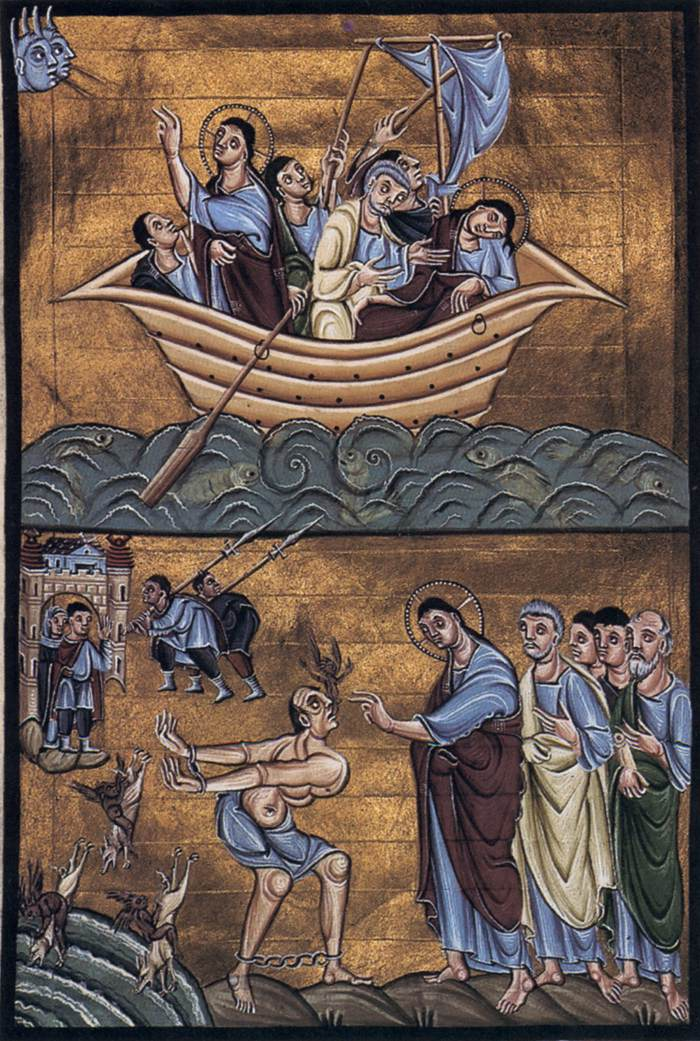
Münchener Evangelien Ottos III.; darunter die Teufelsaustreibung des Gadarener Schweins
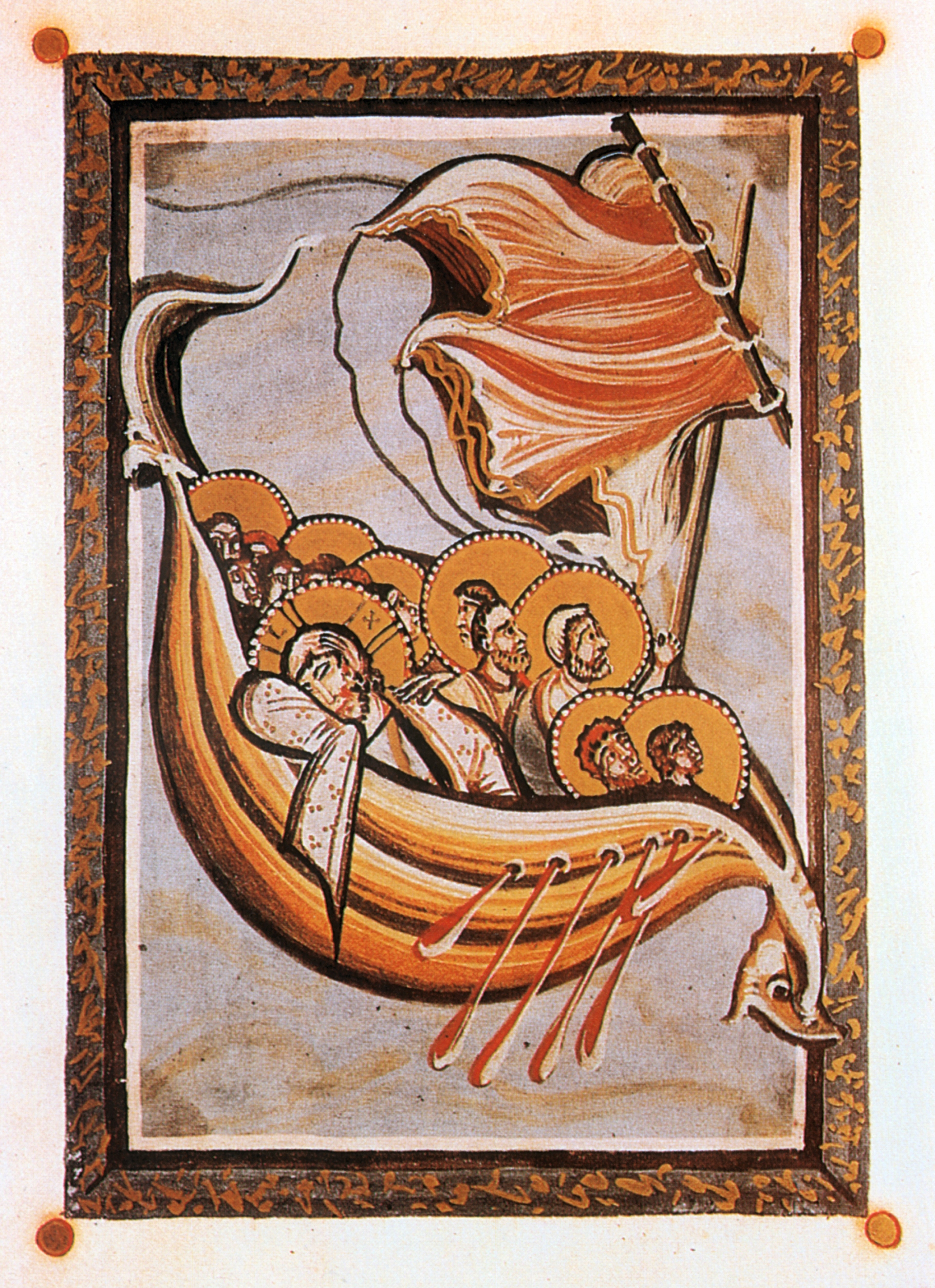
Hitda-Codex, Köln, nach 1000

## Metall- und Emaillearbeiten

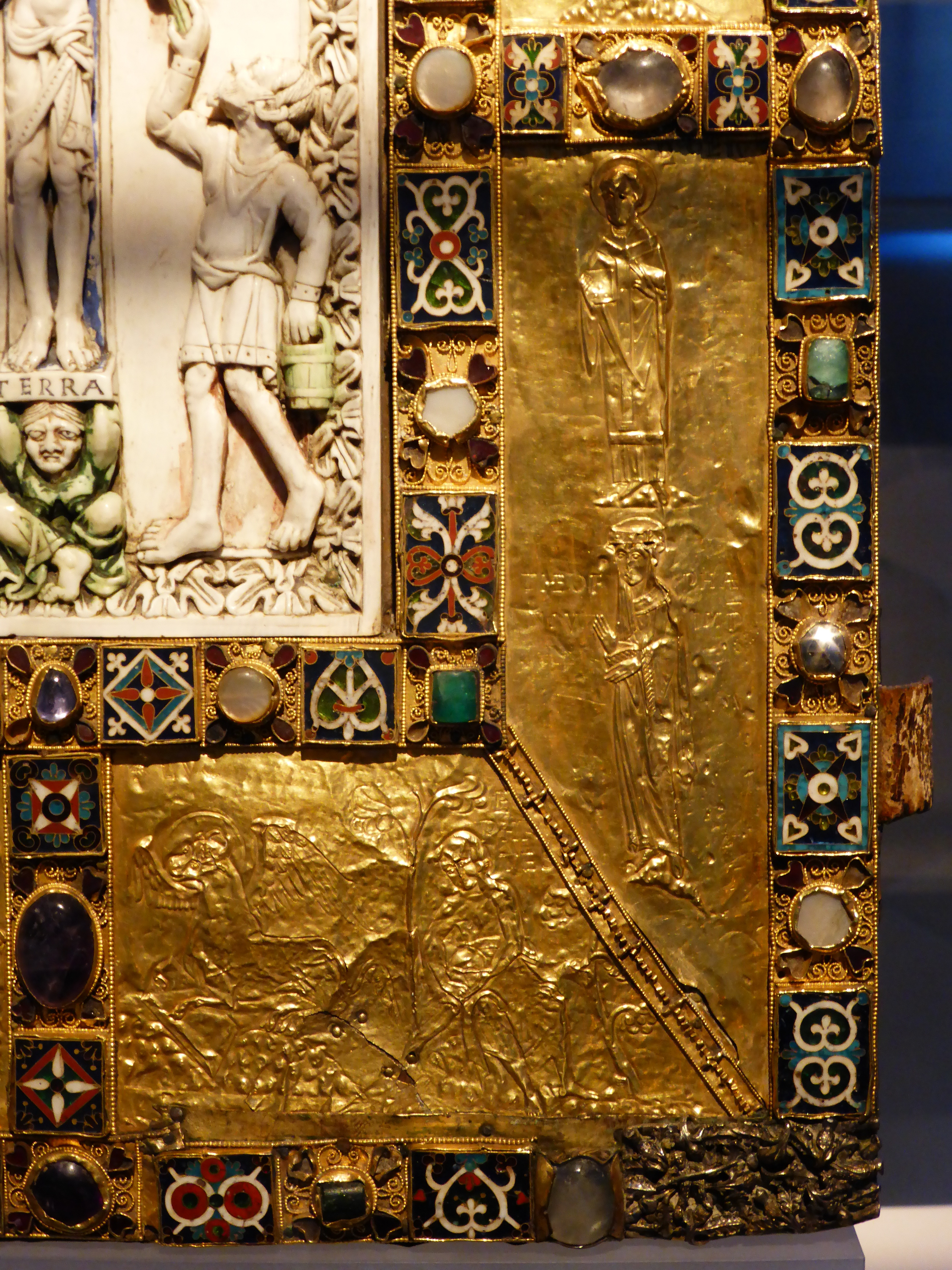
Eine Ecke des Evangeliars von Echternach, Trier, 980er

Gegenstände zur Ausschmückung von Kirchen wie Kreuze, Reliquienschreine, Altaraufsätze und Bucheinbände wurden aus Gold hergestellt oder mit Gold überzogen und mit Edelsteinen, Emaille, Kristallen und Kameen verziert. Es handelt sich um einen sehr viel älteren Stil, aber die ottonische Version weist charakteristische Merkmale auf: eine sehr rege Verzierung der Oberflächen, oft mit Edelsteinen, die sich auf kleinen Goldtürmen von der Hauptoberfläche abheben, begleitet von „Bienenstock“-Vorsprüngen aus Golddraht und figurativen Reliefs aus getriebenem Gold, die die Bereiche zwischen den Stäben aus Emaille und Edelsteindekor schmücken. Die Reliquien gewannen in dieser Zeit zunehmend an Bedeutung, manchmal auch an politischer Bedeutung, so dass immer reichere Reliquienschreine angefertigt wurden, um sie aufzubewahren. In solchen Werken vermitteln die Edelsteine nicht nur den Eindruck von Reichtum, sondern dienten auch dazu, einen Vorgeschmack auf die juwelenbesetzte Natur des Himmlischen Jerusalems zu geben, und man glaubte, dass bestimmte Edelsteinarten tatsächlich mächtige Eigenschaften in verschiedener „wissenschaftlicher“, medizinischer und magischer Hinsicht besaßen, wie in den populären Lapidarbüchern dargelegt wurde. Die wenigen erhaltenen weltlichen Schmuckstücke sind in ähnlichem Stil gehalten, darunter die Krone, die Otto III. als Kind trug und die er der Goldenen Madonna von Essen schenkte, nachdem er ihr entwachsen war.
Zu den Beispielen für Crux gemmata oder Prozessionskreuze gehört eine herausragende Gruppe in der Essener Domschatzkammer; mehrere Äbtissinnen des Stiftes Essen waren ottonische Prinzessinnen. Der inzwischen als überholt geltenden Lehrmeinung zufolge wurden das Otto-Mathilden-Kreuz (983/984), das Mathildenkreuz und das Essener Kreuz mit großen Emaillen (um 1000) alle von Mathilde, der Äbtissin von Essen (gestorben 1011), gestiftet, und ein viertes Kreuz, das Theophanu-Kreuz (um 1040/45), gestiftet von der Essener Äbtissin Theophanu (gestorben 1058), kam etwa vierzig Jahre später hinzu. Untersuchungen durch den Kölner Kunsthistoriker Klaus Gereon Beuckers aus dem Jahr 2006 legen jedoch nahe, das auch das Mathildenkreuz, dessen Entstehungszeit er auf das Jahr 1050 datiert, durch Äbtissin Theophanu als Andenken an ihre Vorgängerin Äbtissin Mathilde gestiftet wurde.
Das Lotharkreuz (Aachen) und das Reichskreuz (Wien) waren kaiserliche Besitztümer; in Wien befindet sich auch die Reichskrone des Heiligen Römischen Reiches. Der Bucheinband des Codex aureus Epternacensis von Echternach (Germanisches Nationalmuseum, Nürnberg) ist in einem sehr vergleichbaren Stil gehalten.

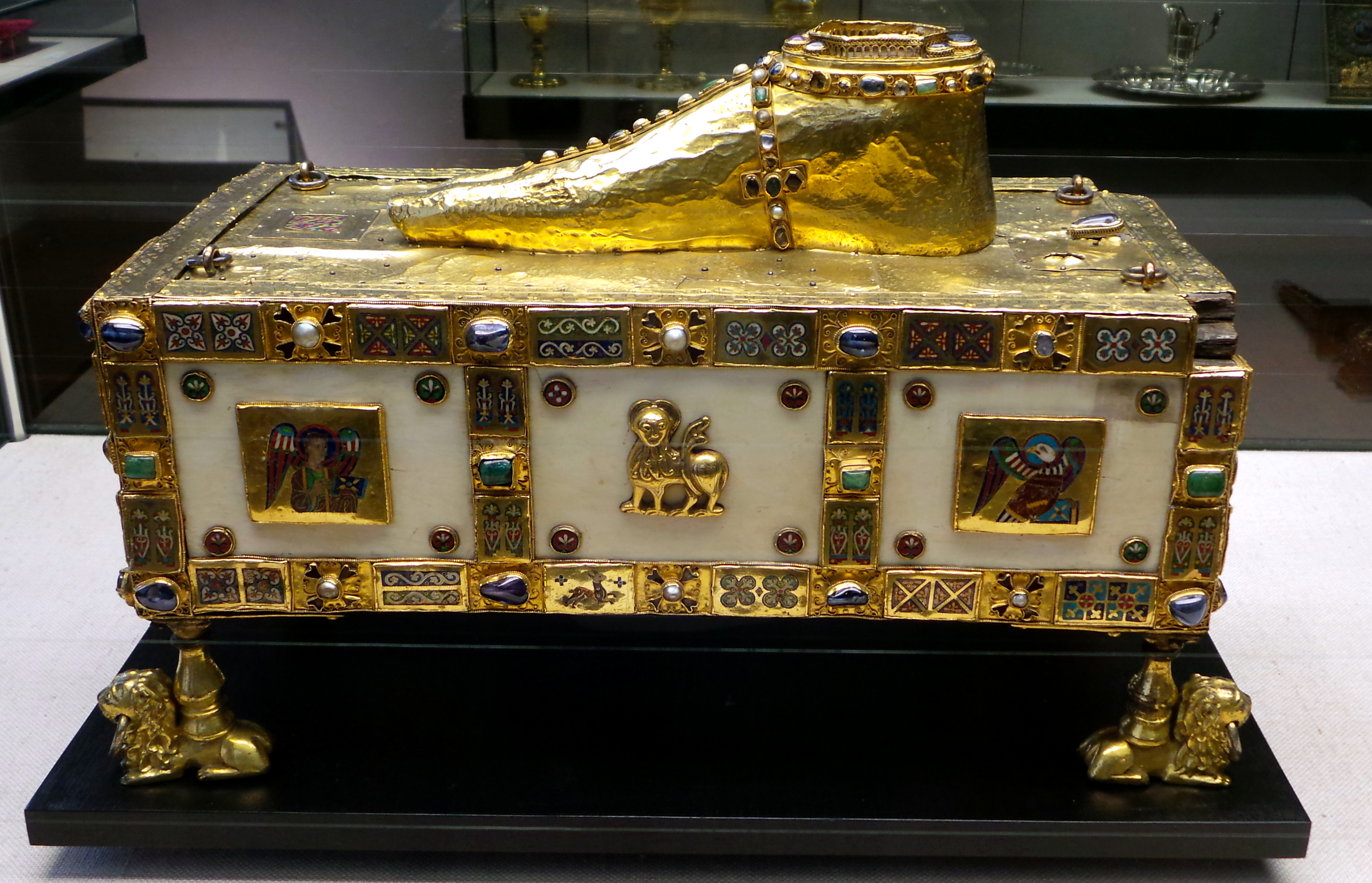
Andreas-Tragaltar oder Egbert-Schrein aus der Egbert-Werkstatt

Zu den weiteren bedeutenden Objekten gehören ein Reliquienschrein des heiligen Andreas mit einem Fuß im Trierer Dom, und goldene Altarfronten für die Pfalzkapelle im Aachener Dom und das Basler Münster (heute in Paris). In der Pfalzkapelle befindet sich auch die Kanzel oder der Ambo Heinrichs II. Der spätkarolingische Buchdeckel des Lindauer Evangeliars (Morgan Library, New York City) und das Arnulf-Ziborium von Arnolf von Kärnten in München sind wichtige Vorläufer des Stils, die einige Jahrzehnte zuvor entstanden sind und wahrscheinlich aus derselben Werkstatt stammen.

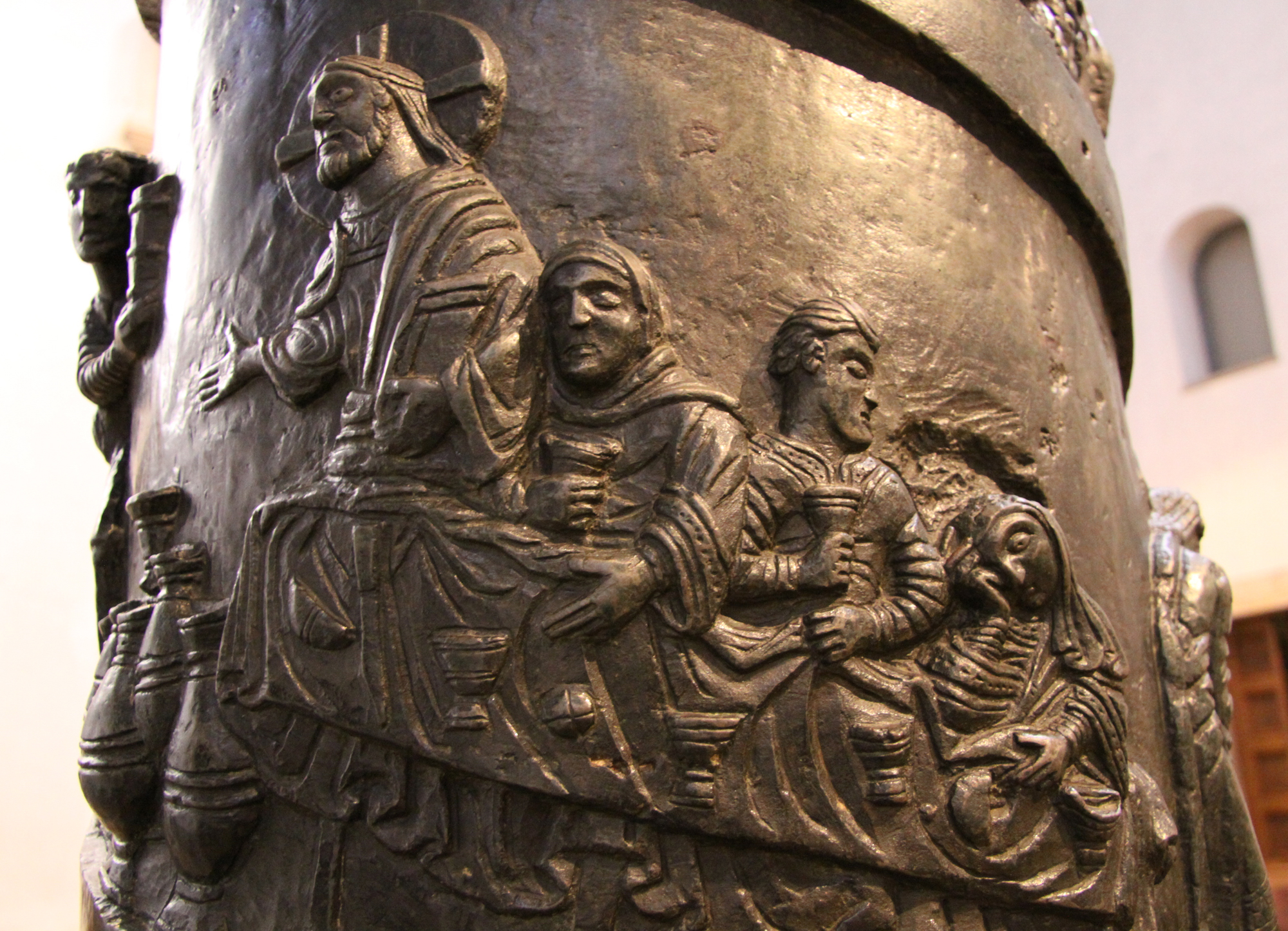
Hochzeit zu Kana an der Christussäule im Hildesheimer Dom

Auch große Objekte aus Nichtedelmetall wurden hergestellt, darunter die frühesten erhaltenen Radleuchter aus der Spätzeit, ein riesiger Leuchter in Essen und vor allem eine spektakuläre Sammlung anspruchsvoller großer Bronze- und kleinerer Silberarbeiten im Hildesheimer Dom aus der Zeit des Bischofs Bernward (gestorben 1022), der selbst ein Künstler war, auch wenn sein Biograph ungewöhnlich ehrlich sagte, dass er „die Gipfel der Vollkommenheit“ nicht erreicht habe. Am berühmtesten ist das Kirchentürenpaar, die Bernwardstüren, mit biblischen Figurenszenen in Bronzereliefs, die jeweils in einem Stück gegossen wurden, wobei die kraftvoll schlichten Kompositionen ihre Bedeutung durch eindringliche Gesten vermitteln, vergleichbar mit den Reichenauer Miniaturen derselben Zeit. Außerdem gibt es eine 3,79 m hohe Bronzesäule, die Bernwardssäule, die ursprünglich als Sockel für ein Kruzifix diente und in einem einzigen Hohlkörper gegossen wurde. Diese ungewöhnliche Form ist mit vierundzwanzig Szenen aus dem Wirken Jesu verziert, die sich in Anlehnung an die Trajanssäule und andere römische Vorbilder um die Säule schlängeln. Um 980 scheint Erzbischof Egbert von Trier die wichtigste ottonische Werkstatt für die Herstellung von Cloisonné-Email in Deutschland gegründet zu haben, die vermutlich Aufträge für andere Zentren ausführte und nach seinem Tod im Jahr 993 möglicherweise nach Essen umzog. In dieser Zeit folgte die Werkstatt den byzantinischen Entwicklungen (viele Jahrzehnte zuvor), indem sie zusätzlich zur bereits verwendeten Vollschmelztechnik die Senkschmelztechnik verwendete. Für kleine Plaketten mit dekorativen Motiven, die von Pflanzenformen abgeleitet sind, wurde weiterhin die Vollschmelztechnik verwendet, wobei die gesamte Plakette emailliert war, während die Figuren nun in der Regel in Senkschmelztechnik ausgeführt wurden, umgeben von einer glatten Goldfläche, in die der Umriss der Figur eingelassen war. Das eingangs abgebildete Essener Kreuz mit großen Emaillen zeigt beide Techniken.

### Galerie der Bronzen

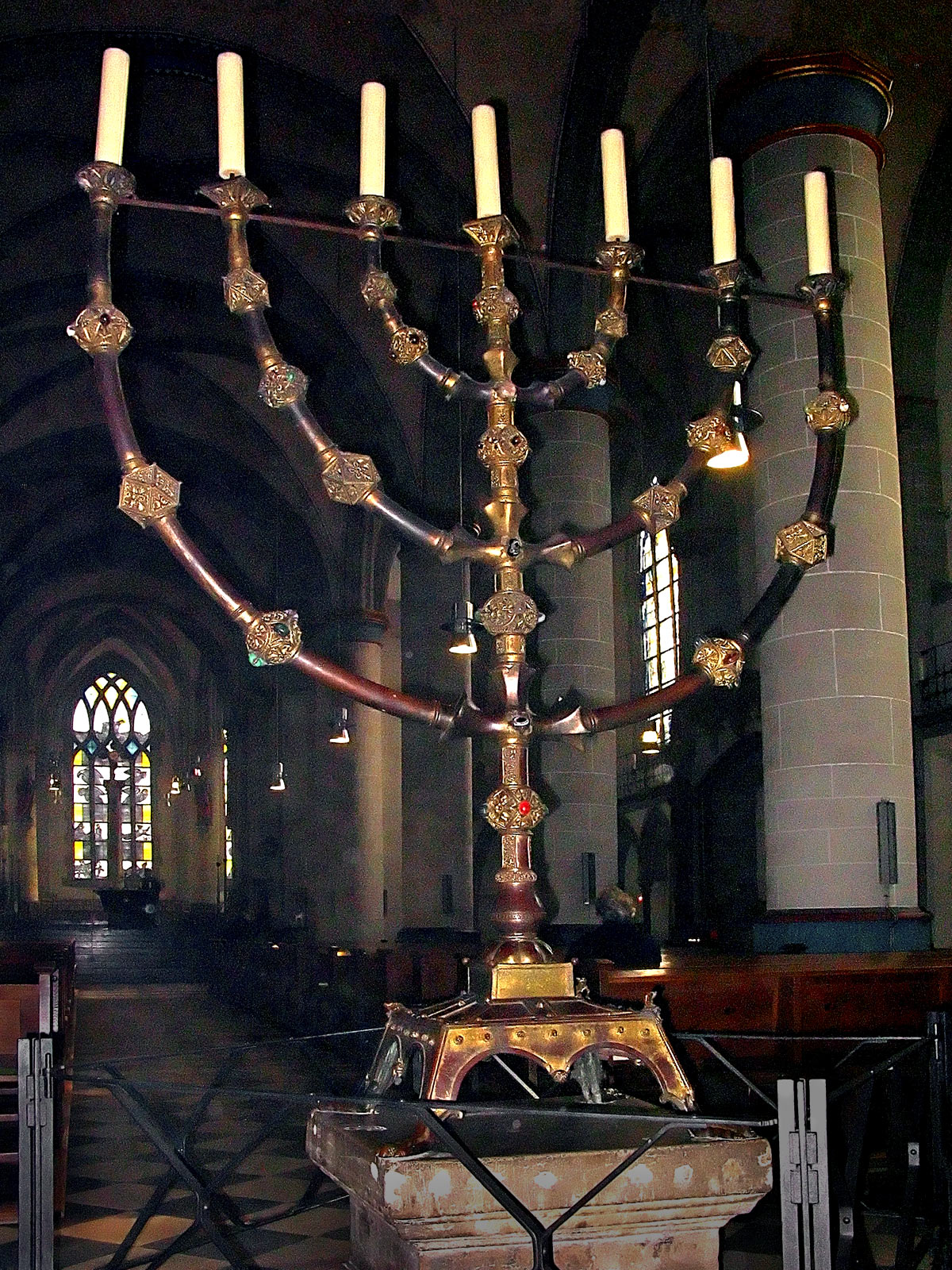
Der Leuchter der Äbtissin Mathilde im Essener Münster (entstanden um 1000)
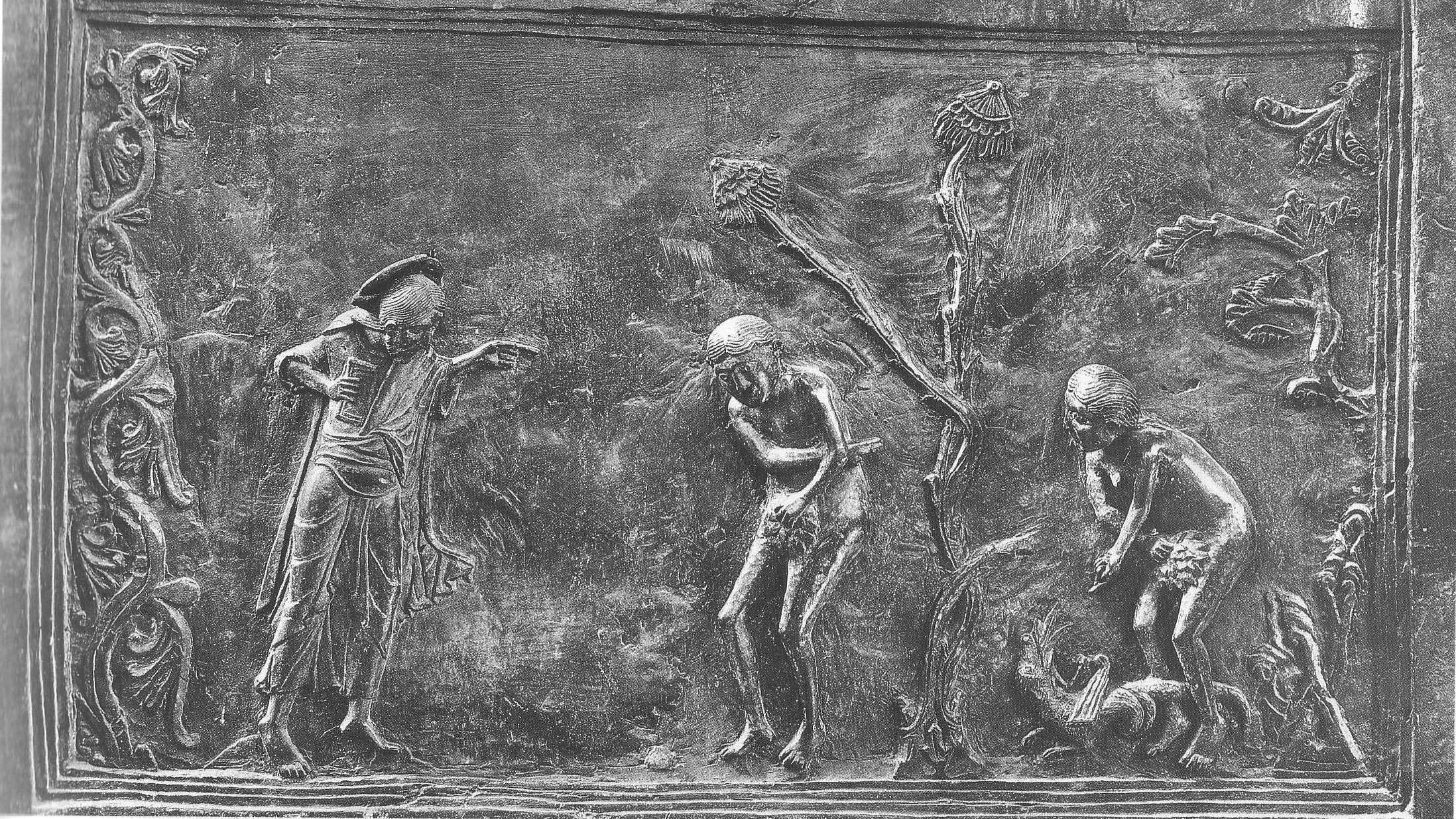
Vertreibung von Adam und Eva an den Bernwardstüren des Hildesheimer Doms
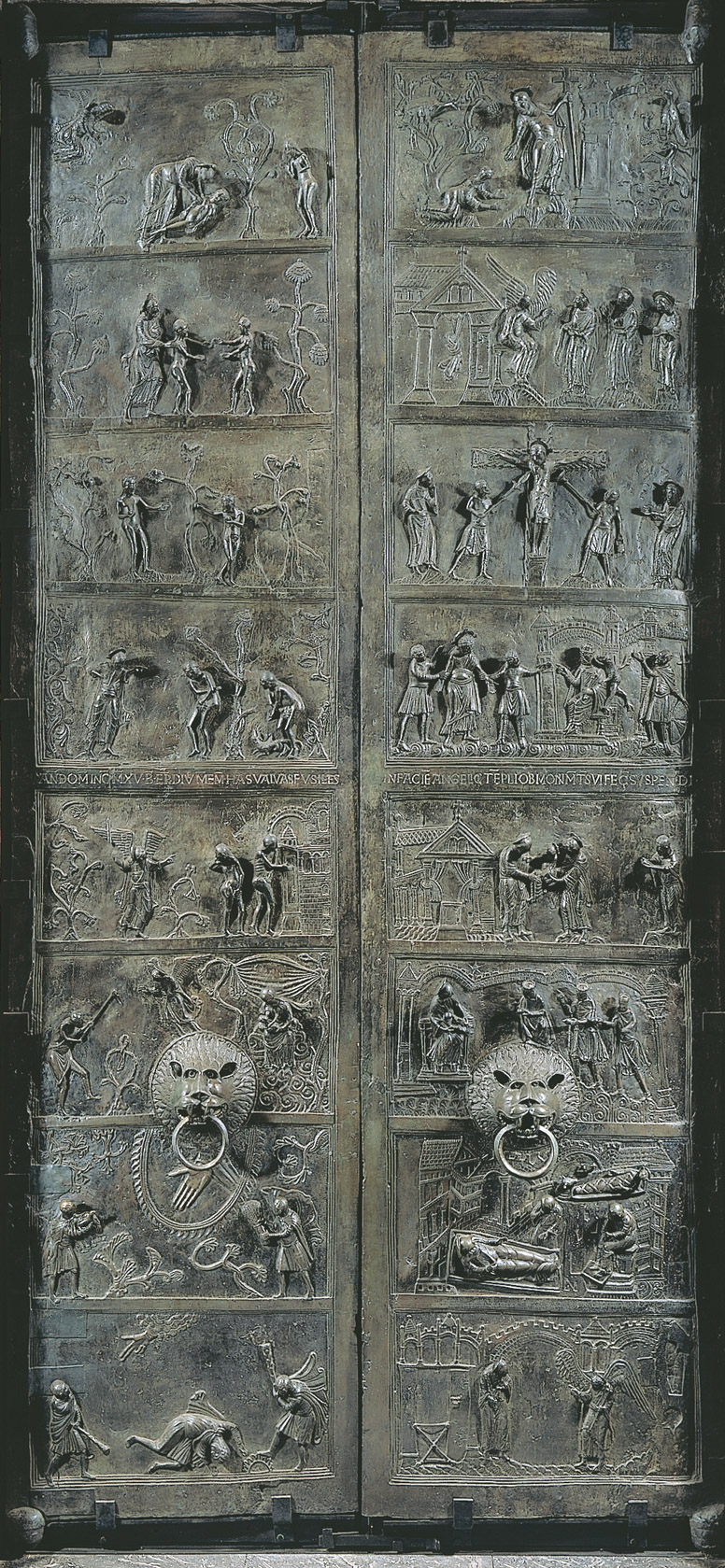
Bildseite der Bernwardstür am Westportal des Hildesheimer Doms (auf das Jahr 1015 datiert)
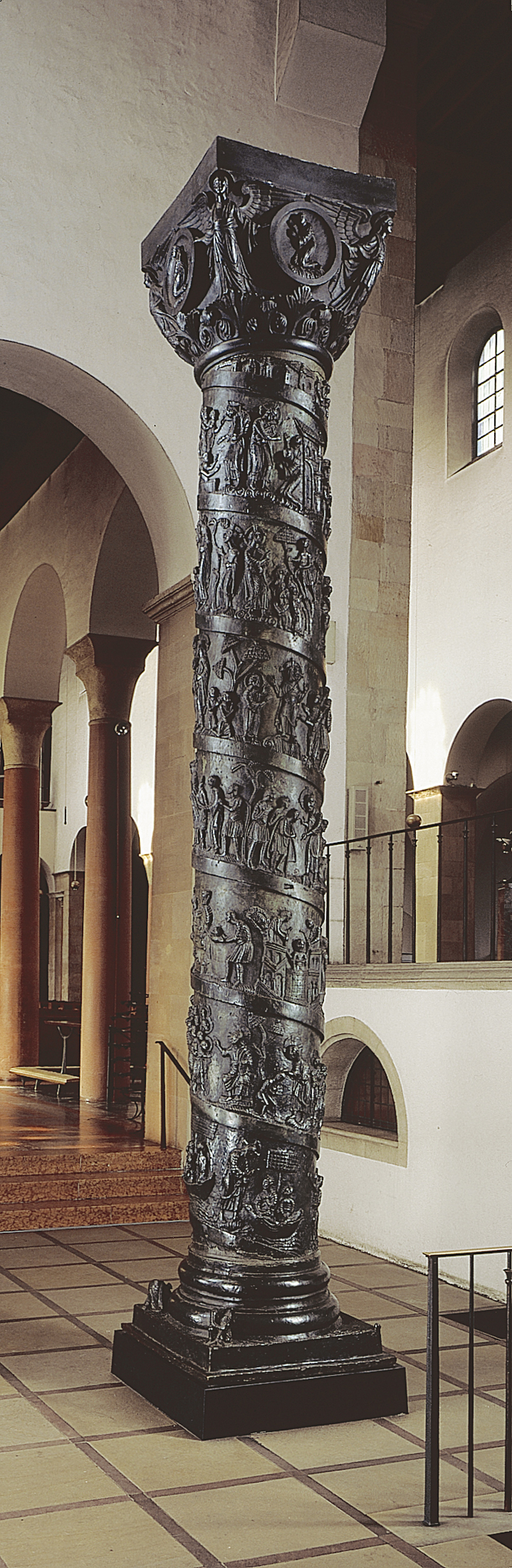
Die bronzene Bernwardsäule in Hildesheim

## Elfenbeinschnitzereien

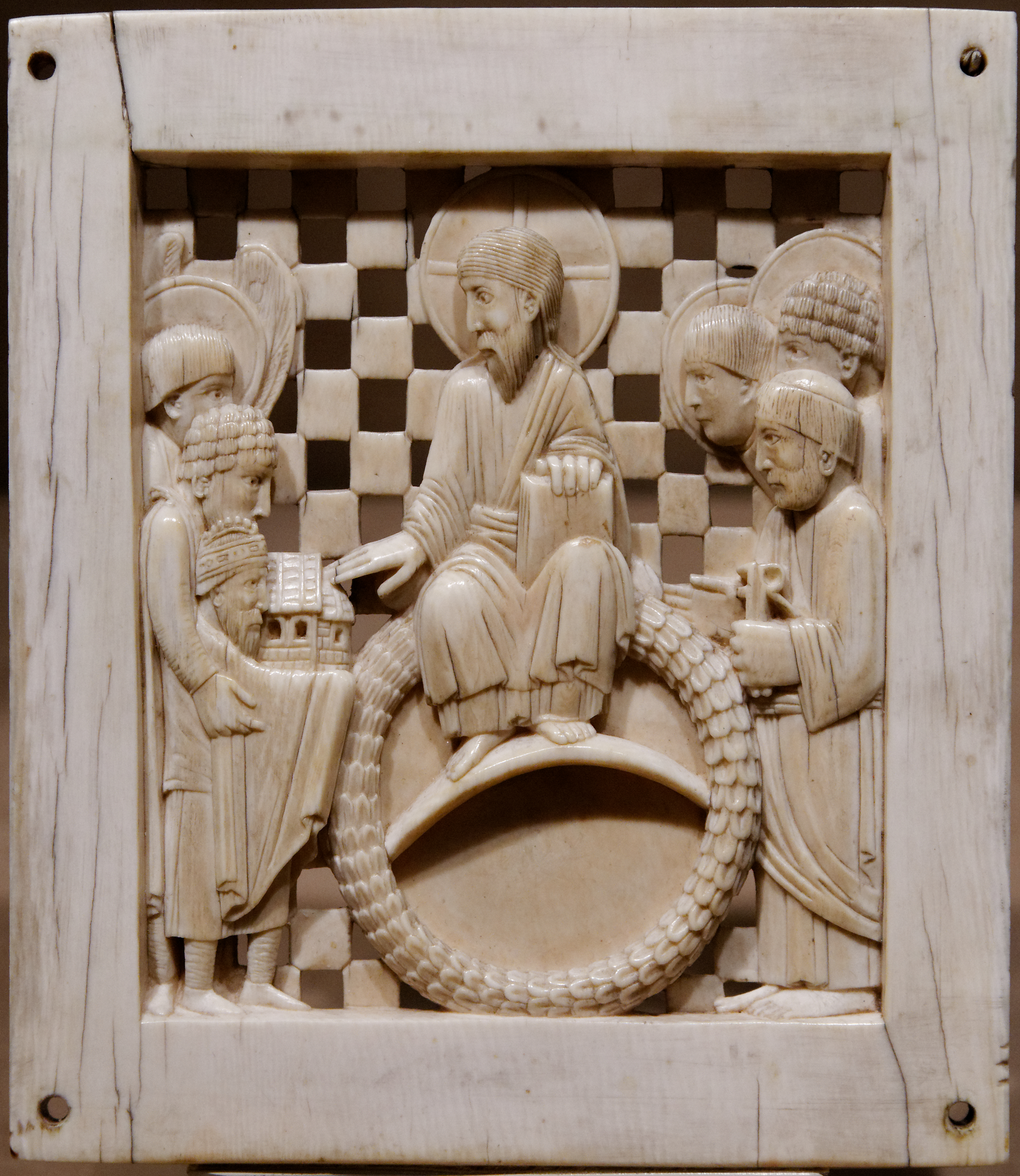
Die „Widmungstafel“, eine der (insgesamt 16) Magdeburger Elfenbeintafeln.

Während der Ottonenzeit wurden viele sehr feine Kleinplastiken aus Elfenbein hergestellt, wobei Mailand wahrscheinlich ein Standort, wenn nicht sogar das Hauptzentrum war, zusammen mit Trier und anderen deutschen und französischen Standorten. Es gibt viele längliche Tafeln mit Reliefs, die einst Bucheinbände schmückten oder noch schmücken, wobei die Kreuzigung Jesu das häufigste Thema ist. Diese und andere Themen knüpfen weitgehend an die karolingische Ikonographie an, allerdings in einem ganz anderen Stil.
Eine Gruppe von vier ottonischen Elfenbein-Situla scheint in ihrer Form eine neue Entwicklung in der Elfenbeinschnitzerei darzustellen, und der Typus ist nach dieser Zeit kaum noch zu finden. Situla waren liturgische Gefäße, die zur Aufbewahrung von Weihwasser dienten. Sie waren früher meist aus Holz oder Bronze, hatten einen geraden Rand und einen Henkel. Ein Aspergillum wurde in die Situla getaucht, um Wasser zu sammeln, mit dem die Gemeinde oder andere Gegenstände besprengt wurden. Die vier ottonischen Exemplare aus dem 10. Jahrhundert sind jedoch aus einem ganzen Stück Elefantenstoßzahn gefertigt und haben an der Spitze einen etwas größeren Umfang. Alle sind reich geschnitzt mit Szenen und Figuren auf verschiedenen Ebenen: die Basilewsky-Situla von 920 im Victoria & Albert Museum, die auf zwei Ebenen mit Szenen aus dem Leben Christi verziert ist, die Situla des Gotofredo von ca. 980 im Mailänder Dom, eine in der Aachener Domschatzkammer, und eine im Metropolitan Museum of Art in New York.

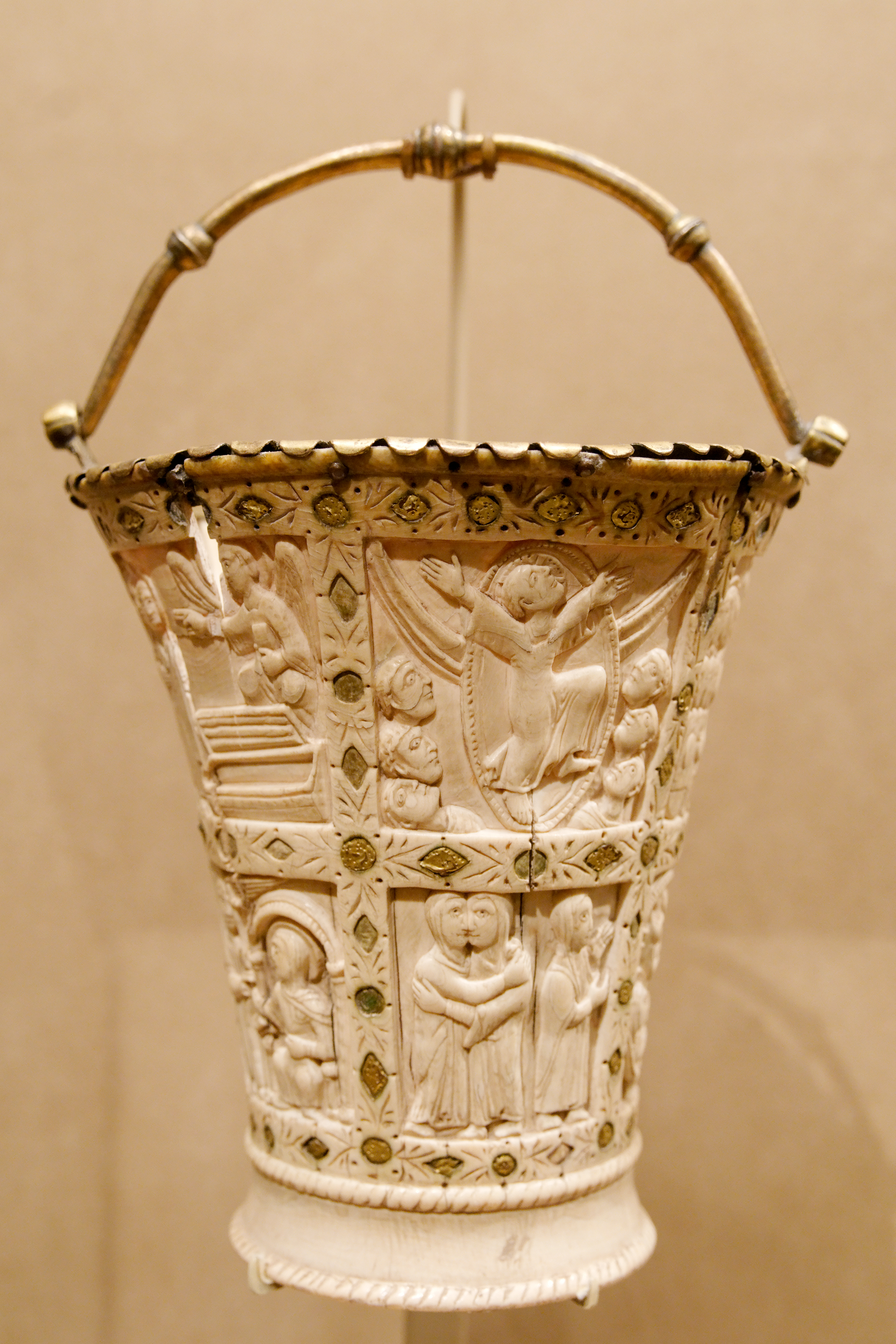
Situla (für Weihwasser) mit Szenen aus dem Leben Jesus im Metropolitan Museum, Entstehungszeit um 860/880.

Alle stammten aus dem Umfeld des ottonischen Hofes: Eine Inschrift besagt, dass Erzbischof Gotfredus († 19. September 979) das Mailänder Exemplar in Erwartung eines Besuchs des Kaisers schenkte, worauf auch das Londoner Exemplar hinweist, das möglicherweise aus derselben Werkstatt stammt. Das jüngste und aufwendigste Exemplar ist das mit Juwelen besetzte Aachener Exemplar, das einen thronenden Kaiser, umgeben von einem Papst und Erzbischöfen, zeigt. Es wurde wahrscheinlich um das Jahr 1000 in Trier hergestellt.
Unter den verschiedenen stilistischen Gruppen und vermeintlichen Werkstätten, die sich ausmachen lassen, hat diejenige, die für Stücke wie die Tafel auf dem Einband des Codex Aureus von Echternach und zwei Diptychonflügel, die sich heute im Bode-Museum in Berlin befinden (alle unten abgebildet), verantwortlich ist, besonders feine und unverwechselbare Arbeiten geschaffen, vielleicht in Trier, mit „einer erstaunlichen Wahrnehmung der menschlichen Gestalt… [und] einer Leichtigkeit im Umgang mit dem Material“.
Eine sehr bedeutende Gruppe von Plaquetten (deutsch kleinen Tafeln), die heute in verschiedenen Sammlungen verstreut sind, wurde wahrscheinlich (von Otto I.) für den Magdeburger Dom in Auftrag gegeben und wird als Magdeburger Elfenbeintafeln, Magdeburger Tafeln, Magdeburg Antependium oder ähnlich bezeichnet. Sie wurden wahrscheinlich um 970 in Mailand angefertigt, um eine große ebene Fläche zu schmücken. Ob es sich dabei um eine Tür, ein Antependium oder eine Altarfront, den Einband eines außergewöhnlich großen Buches, eine Kanzel oder etwas anderes handelte, ist umstritten. Jede fast quadratische Tafel ist etwa 13 × 12 cm hoch und breit und zeigt eine Reliefszene aus dem Leben Christi in einem schlichten flachen Rahmen; eine Tafel im Metropolitan Museum of Art, New York, zeigt eine „Widmungsszene“, in der ein gekrönter Herrscher Christus eine Modellkirche überreicht, wobei es sich in der Regel um Otto I. mit dem Magdeburger Dom handelt.
Insgesamt sind 16 Tafeln erhalten geblieben, wahrscheinlich weniger als die Hälfte des ursprünglichen Satzes. Die Tafeln enthalten vollständig durch das Elfenbein geschnittene Hintergrundflächen, die vermutlich ursprünglich mit Gold hinterlegt waren. Abgesehen von den Freiräumen, die neben den Gebäuden belassen wurden, enthalten diese durchbrochenen Elemente einige, die Schachbrett- oder Laubmuster hinterlassen. In Bezug auf die Funktion des ursprünglichen Objekts bevorzugt Williamson eine Tür, Lasko neigt eher zu einer Kanzel und Beckwith zu einem Antependium, aber keiner scheint in seiner Präferenz nachdrücklich zu sein. Der Stil der Figuren wird vom britischen Kunsthistoriker Peter Lasko als „sehr schwer, steif und massiv, mit extrem klarer und flacher Behandlung der Draperie, in einfachen, aber kraftvollen Kompositionen“ beschrieben.

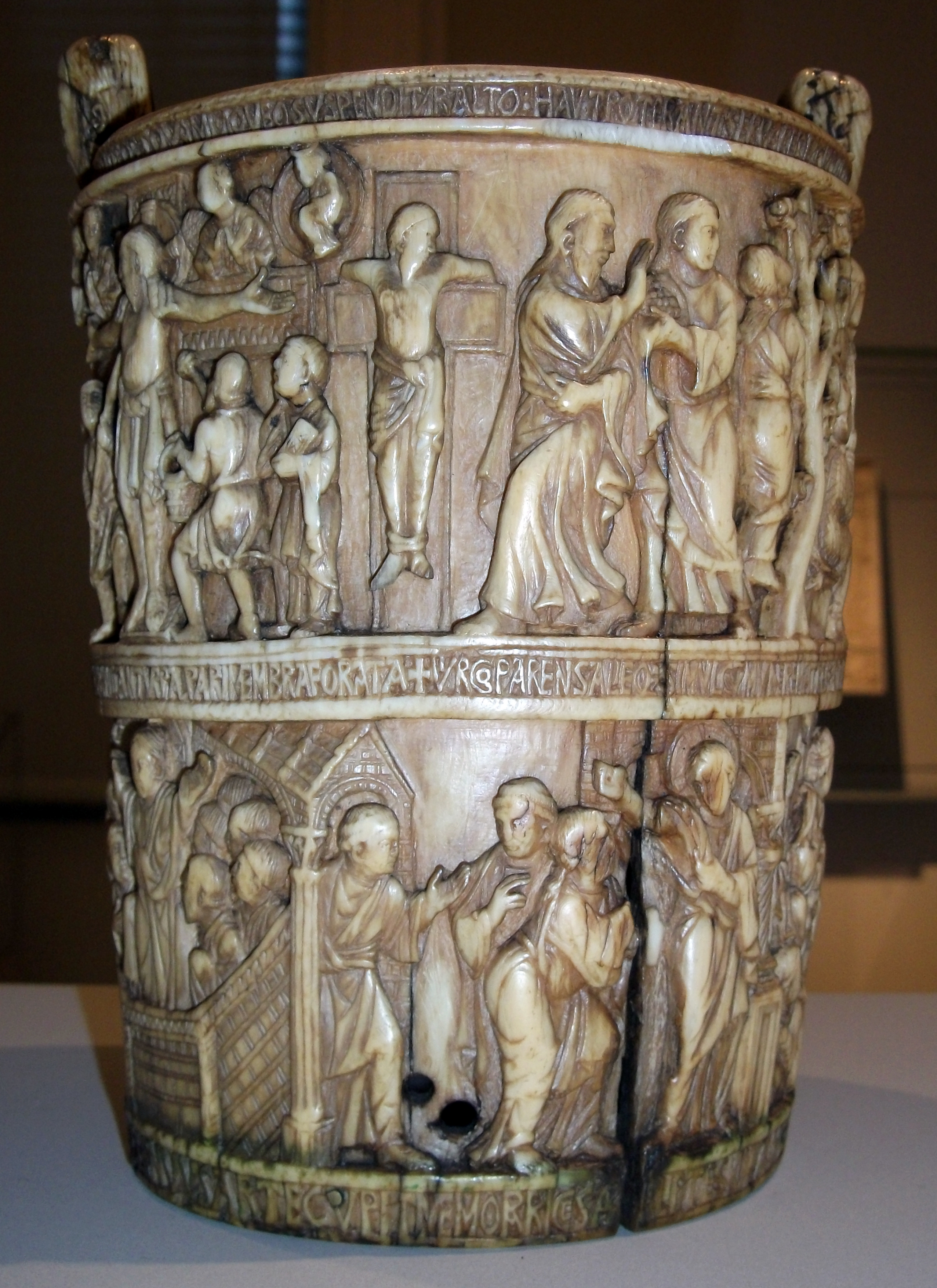
Die Basilewsky Situla
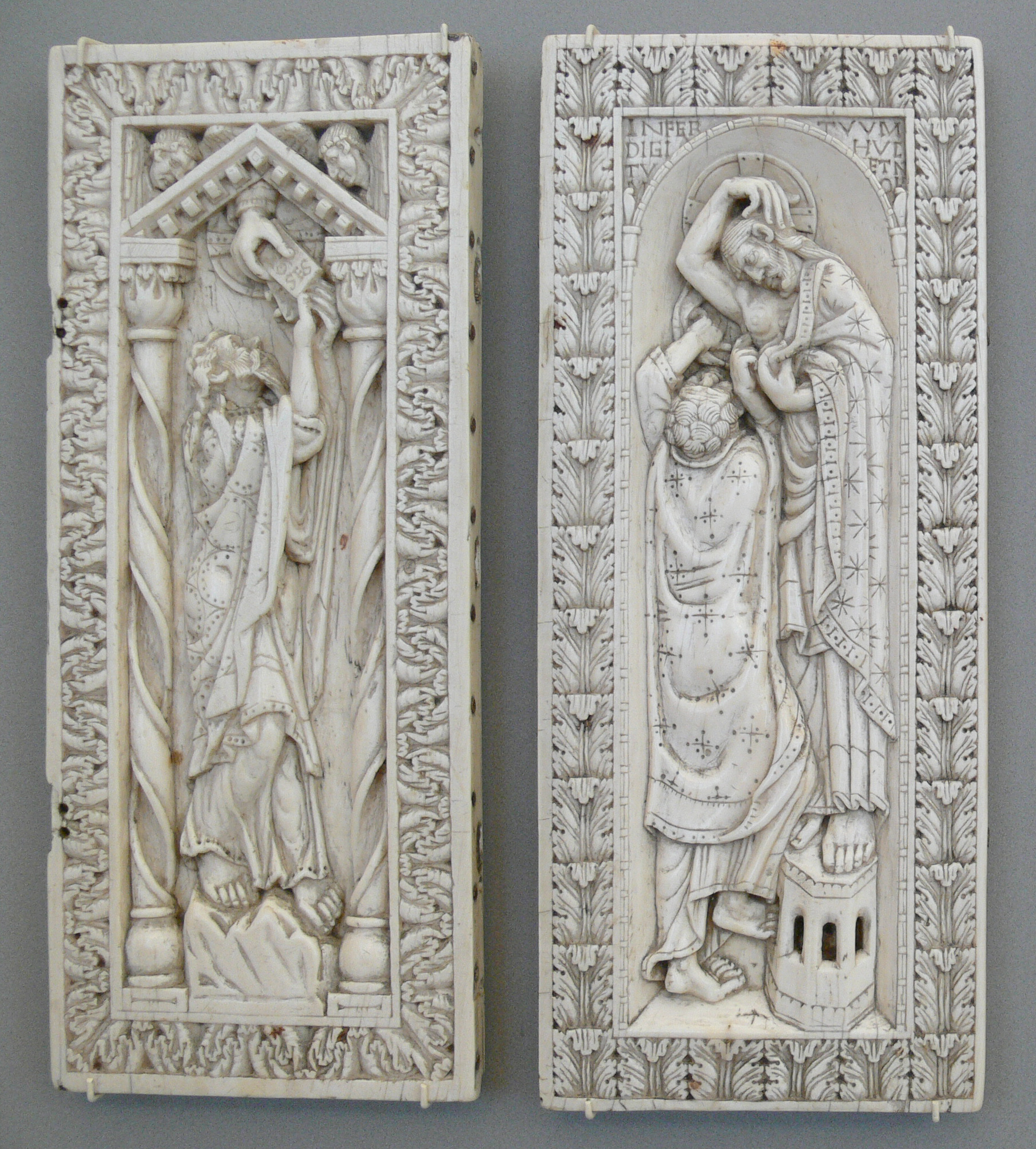
Diptychon Moses empfängt die Gesetzestafeln und der ungläubige Thomas
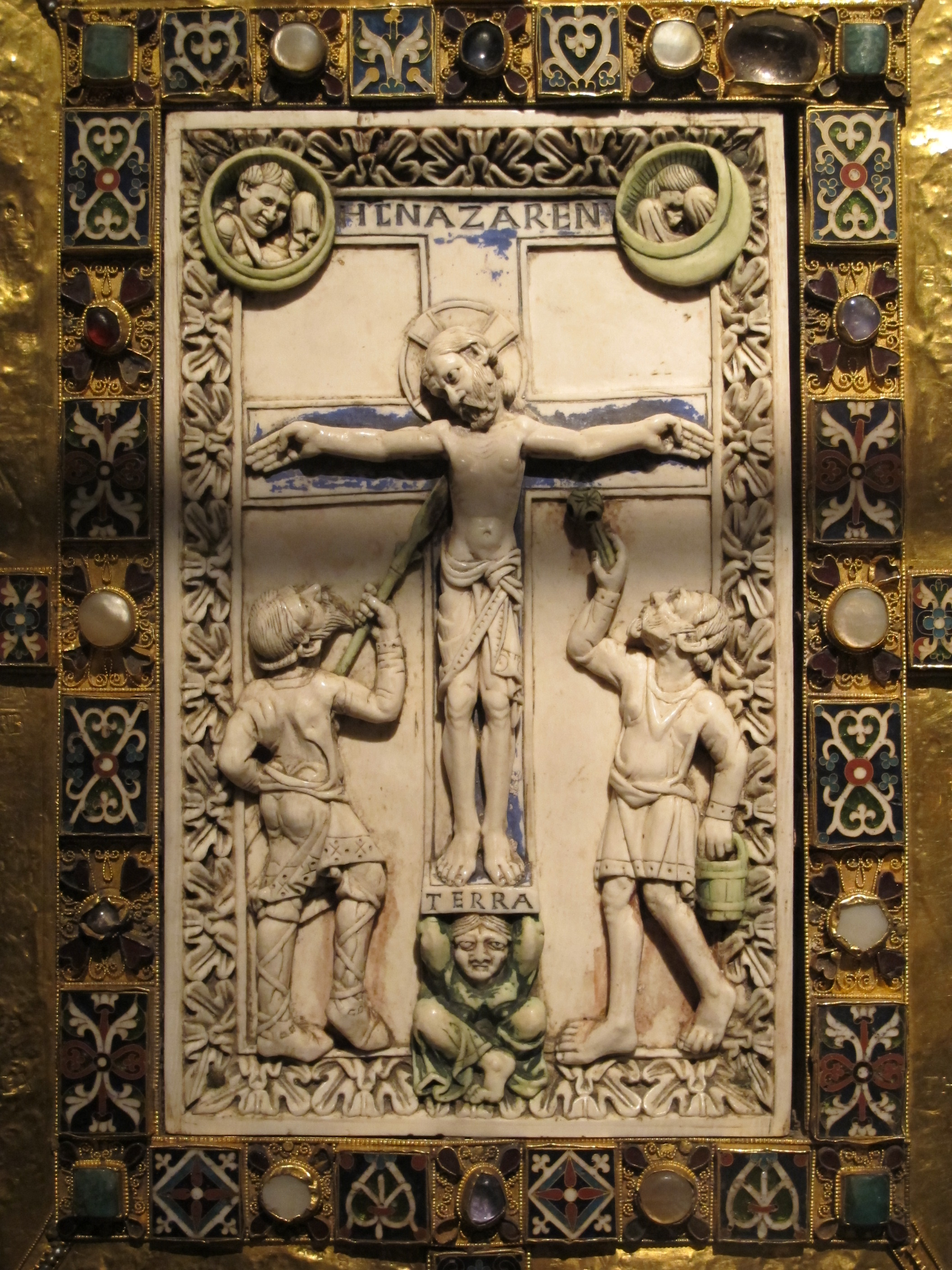
Tafel aus dem Einband des Codex Aureus von Echternach, wahrscheinlich aus derselben Werkstatt wie das Diptychon.
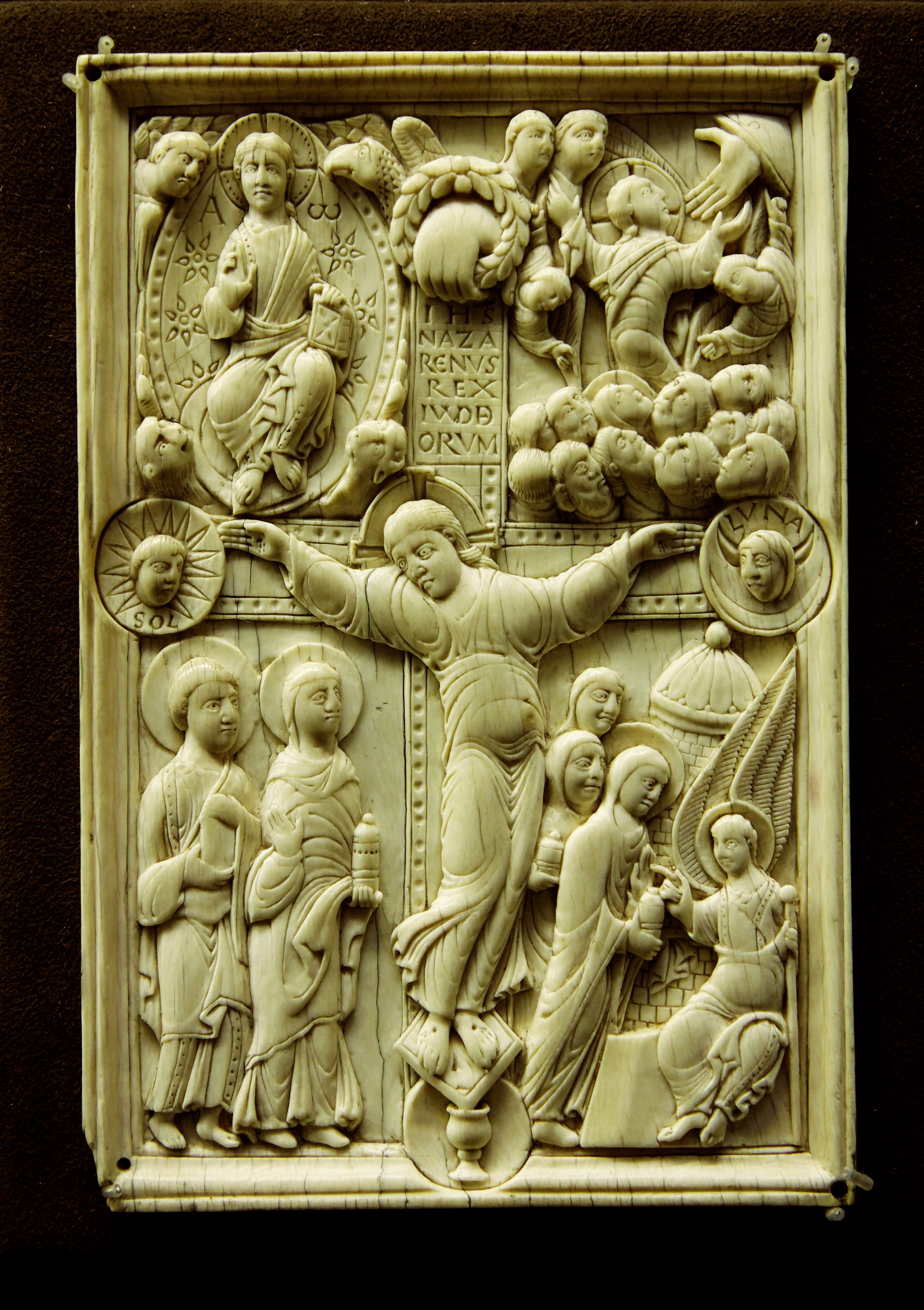
Kreuzigung, wahrscheinlich von einem Bucheinband, um 1000

## Wandmalereien

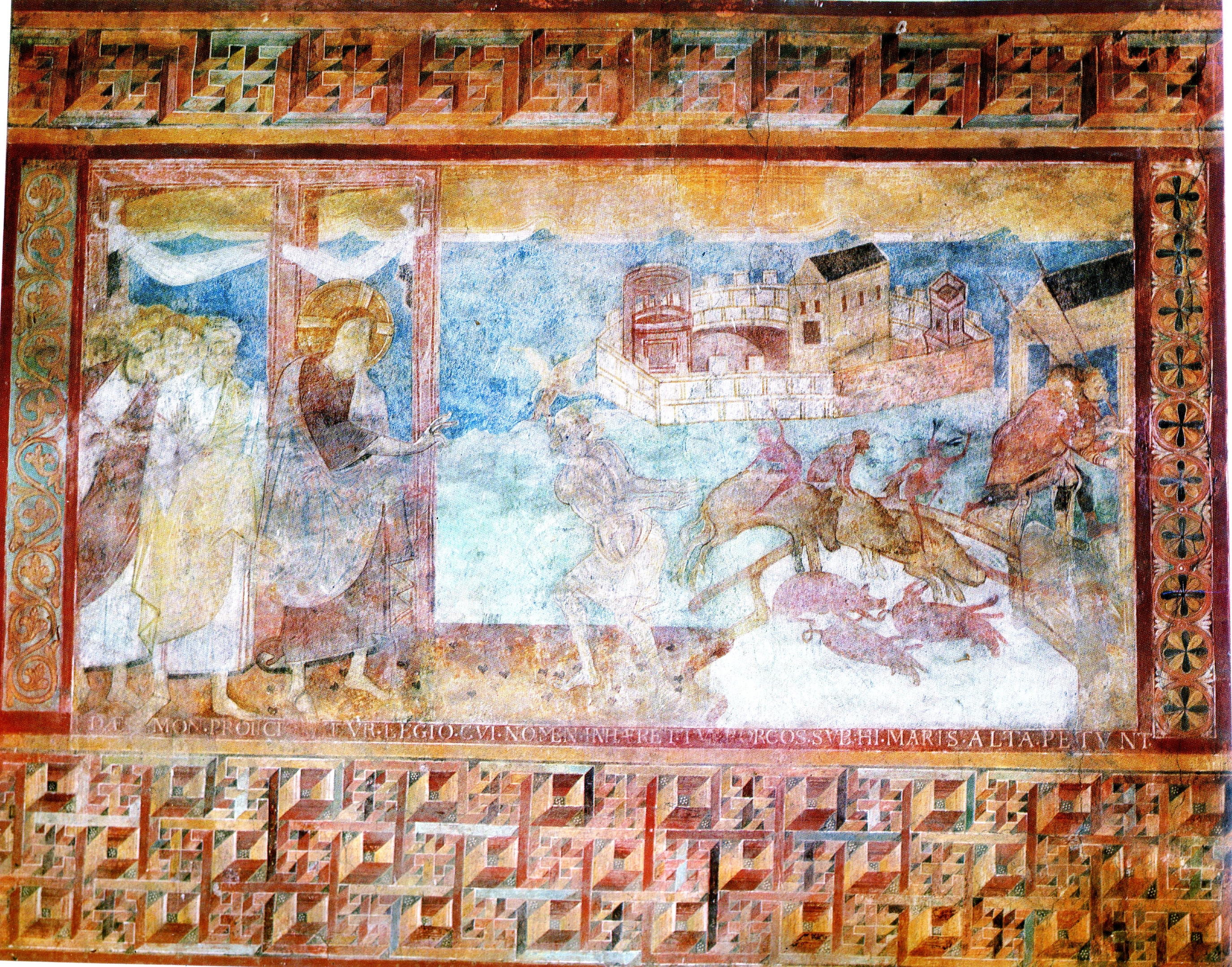
Heilung des Besessenen von Gerasa in der Basilika St. Georg (Reichenau-Oberzell)

Obwohl aus den dokumentarischen Aufzeichnungen hervorgeht, dass viele Kirchen mit umfangreichen Zyklen von Wandmalereien geschmückt waren, sind die Überreste äußerst selten und meist fragmentarisch und in schlechtem Zustand. Im Allgemeinen fehlt es ihnen an Belegen für die Datierung, wie z. B. Stifterporträts, und ihre Datierung ist oft ungewiss; viele wurden in der Vergangenheit restauriert, was die Sache weiter erschwert. Die meisten erhaltenen Exemplare sind in Süddeutschland und in der Gegend um Fulda in Hessen zu finden; es gibt aber auch bedeutende Beispiele aus Norditalien. Es gibt eine Aufzeichnung, wonach Bischof Gebhard von Konstanz bei seiner Neugründung (983) der Abtei Petershausen Laienkünstler für einen inzwischen verschwundenen Zyklus engagierte, und Laien dürften die Kunst der Wandmalerei beherrscht haben, auch wenn sie vielleicht manchmal nach Entwürfen der klösterlichen Buchmaler arbeiteten. Die Künstler scheinen recht mobil gewesen zu sein: „Etwa zur Zeit der Oberzeller Bilder war ein italienischer Wandmaler in Deutschland und ein deutscher in England tätig“.
Die Kirche St. Georg in Oberzell auf der Insel Reichenau besitzt das bekannteste erhaltene Schema, obwohl ein Großteil des ursprünglichen Werks verloren gegangen ist und die verbliebenen Gemälde an den Seiten des Kirchenschiffs durch Zeit und Restaurierung gelitten haben. Die größten Szenen zeigen die Wunder Christi in einem Stil, der sowohl in einigen Elementen spezifisch byzantinische Einflüsse als auch eine Nähe zu Reichenauer Handschriften wie dem Münchener Evangeliar Ottos III. erkennen lässt; sie werden daher gewöhnlich auf die Zeit um 980–1000 datiert. Die Gemälde sind eine der Grundlagen dafür, dass die Abtei Reichenau ein wichtiges Zentrum der Handschriftenmalerei ist.

## Größere Skulpturen

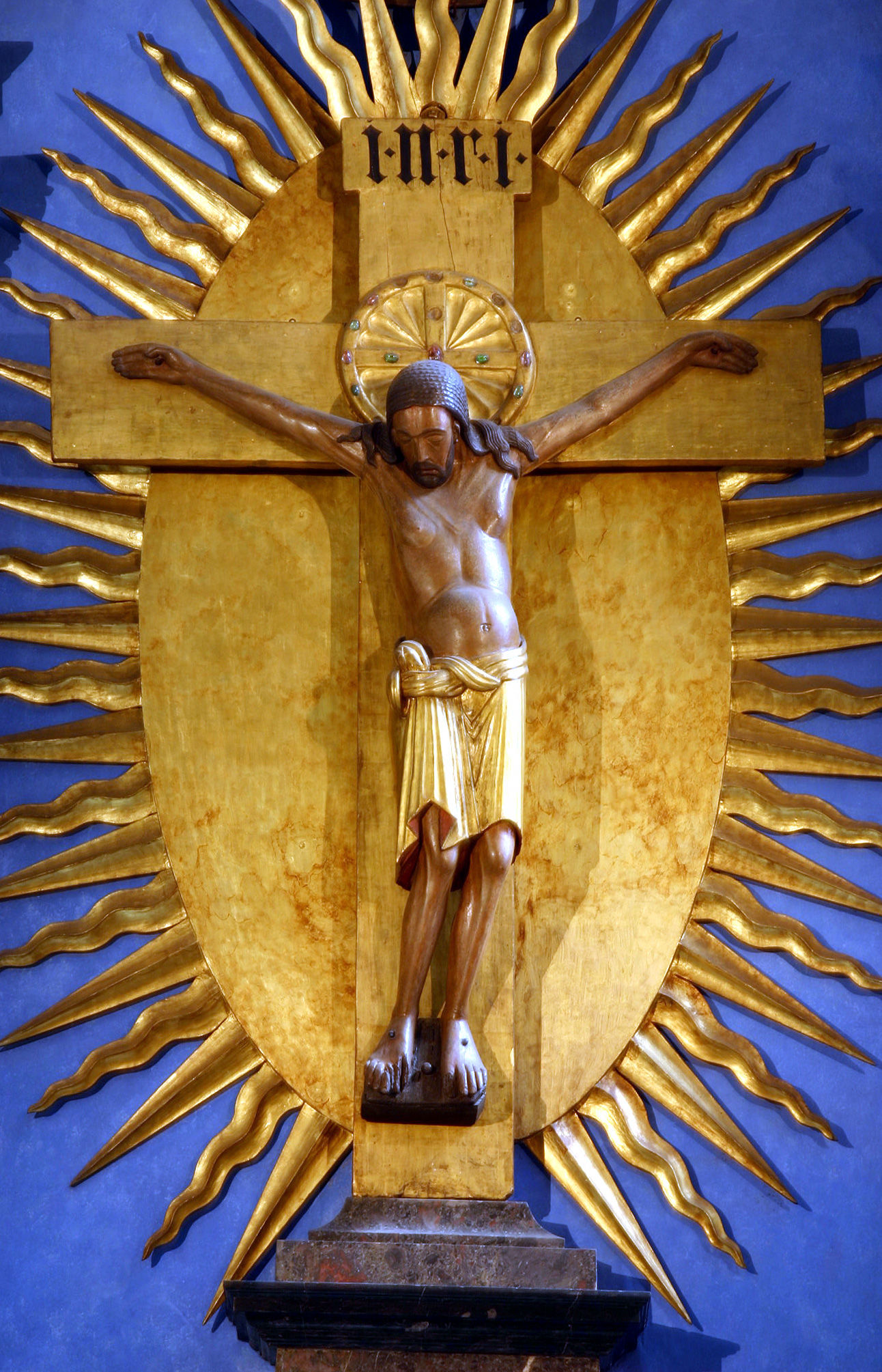
Gerokreuz, entstanden um 965–970, Kölner Dom

Aus dieser Zeit hat sich nur wenig Holzschnitzerei erhalten, doch die monumentale gemalte Figur des Christus am Gerokreuz (um 965–970, Kölner Dom) ist eines der herausragenden Meisterwerke dieser Zeit. Ihre traditionelle Datierung durch die Kirche, die lange Zeit als unplausibel früh galt, wurde schließlich durch die Dendrochronologie bestätigt. Die Goldene Madonna von Essen (um 980, Essener Münster) ist ein nahezu einzigartiges Überbleibsel eines Objekttyps, der einst in vielen großen Kirchen zu finden war. Es handelt sich um eine kleinere Skulptur einer Marienfigur mit dem Jesuskind aus Holz, die mit Gesso und anschließend mit dünnem Goldblech überzogen wurde. Monumentalskulpturen blieben im Norden selten, obwohl es in Italien mehrere Beispiele gibt, wie die Stuckreliefs auf dem Ziborium von Sant’ Ambrogio in Mailand und auch auf dem von San Pietro al Monte in Civate, die sich auf Elfenbeinschnitzereien aus derselben Zeit beziehen, sowie einige Steinplastiken.

## Erhaltung Ottonischer Kunst und Geschichtsschreibung
Bei den erhaltenen ottonischen Werken handelt es sich größtenteils um solche, die sich in der Obhut der Kirche befanden und wegen ihrer Verbindung zu königlichen oder kirchlichen Persönlichkeiten der damaligen Zeit aufbewahrt und geschätzt wurden. Sehr oft wurden die Juwelen in den Metallarbeiten im Laufe der Jahrhunderte gestohlen oder verkauft, und bei vielen Stücken fehlen sie heute völlig oder sind durch moderne Glaspasten ersetzt. Wie auch aus anderen Epochen sind viel mehr Elfenbeintafeln (deren Material in der Regel nur schwer wiederverwendet werden kann) für Bucheinbände erhalten als komplette Einbände aus Metall, und einige dickere Elfenbeintafeln wurden später von der Rückseite mit einem neuen Relief versehen. Viele der in den schriftlichen Quellen erwähnten Objekte sind vollständig verschwunden, und wir verfügen wahrscheinlich nur noch einen winzigen Bruchteil der ursprünglichen Produktion von Reliquienschreinen und dergleichen. Bei einer Reihe von Stücken wurden später im Mittelalter oder in späteren Epochen größere Ergänzungen oder Änderungen vorgenommen. Handschriften, die größeren Bibliotheksbränden entgangen sind, hatten die besten Überlebenschancen; die Gefahren für Wandmalereien wurden bereits erwähnt. Die meisten wichtigen Objekte befinden sich in deutschen Sammlungen, oft noch in Kirchenbibliotheken und Schatzkammern.
Der Begriff ottonische Kunst wurde erst 1890 geprägt, und im folgenden Jahrzehnt gab es die ersten ernsthaften Studien zu dieser Zeit; in den folgenden Jahrzehnten wurde das Thema von deutschen Kunsthistorikern beherrscht, die sich hauptsächlich mit Handschriften befassten, abgesehen von Studien des deutschen Kunsthistorikers Adolph Goldschmidt's zu Elfenbeinen und Skulpturen im Allgemeinen. Eine Reihe von Ausstellungen, die in den Jahren nach dem Zweiten Weltkrieg in Deutschland stattfanden, trugen dazu bei, das Thema einer breiteren Öffentlichkeit vorzustellen und das Verständnis für andere Kunstmedien als Handschriftenillustrationen zu fördern. Die Münchner Ausstellung Ars Sacra (lateinisch für heilige Kunst) von 1950 hat diesen Begriff für religiöse Metallarbeiten und die dazugehörigen Elfenbeine und Emails geprägt, der von Peter Lasko in seinem Buch für die Pelican History of Art (aus dem Verlag Penguin Books), dem ersten englischsprachigen Überblick über das Thema, wiederverwendet wurde, da der übliche kunsthistorische Begriff „minor arts“ für diese Zeit, in der sie zusammen mit den Manuskriptminiaturen die bedeutendsten Kunstformen darstellten, unpassend erschien. Im Jahr 2003 stellte ein Rezensent fest, dass die ottonische Manuskriptillustration ein Gebiet sei, „das in der englischsprachigen kunsthistorischen Forschung immer noch deutlich unterrepräsentiert ist“.